# Nordische Skiweltmeisterschaften 2025
Die 55. Nordischen Skiweltmeisterschaften wurden vom 26. Februar bis zum 9. März 2025 in Trondheim (Norwegen) ausgetragen. Trondheim war bereits 1997 Ausrichter der FIS-Weltmeisterschaften.
In den drei nordischen Sportarten wurden in 31 Wettbewerben Medaillen vergeben. Erstmals wurden Medaillen im Para-Skilanglauf in diesem Rahmen vergeben. Zum ersten Mal wurden im Skilanglauf bei Männern und Frauen dieselben Distanzen gelaufen (z. B. 50 km statt 30 km bei den Frauen). Dazu gab es für die Kombiniererinnen mit dem 5-km-Massenstart mit Springen von der Normalschanze einen neuen Wettbewerb und bei den Männern wurde der Wettbewerb von der Normalschanze zu einem Compact umgewandelt. Damit gab es im traditionellen Skilanglauf zwölf Entscheidungen, im Para-Skilanglauf sechs, im Skispringen sieben und in der Nordischen Kombination sechs. Es wurden 15 Wettbewerbe für Männer ausgetragen, 14 für Frauen und zwei im Mixed.

## Wahl des Austragungsortes
Am 3. Oktober 2020 wurden die Weltmeisterschaften einstimmig vom Vorstand des Internationalen Skiverbands FIS an Trondheim vergeben. Es gab keine anderen Bewerber. Trondheim hatte sich zuvor erfolglos für die Weltmeisterschaften 2021 und 2023 beworben.
Die Bewerbungsfrist endete am 1. Mai 2019. Bis zum 1. September 2019 mussten potenzielle Bewerber ein detailliertes Konzept einreichen.

## Sportstätten
Die Wettbewerbe finden im Granåsen skisenter in Trondheim statt. Für die Sportstätten waren Investitionen von 1,25 Milliarden Kronen (125 Millionen Euro) geplant. Aufgrund der entsprechenden Umbauarbeiten fand im Rahmen der Raw Air 2022 kein Wettbewerb in Trondheim statt.

## Terminplan
| Februar / März        | 26. | 27. | 28. | 1.  | 2. | 3. | 4.  | 5.  | 6.  | 7.  | 8. | 9. |
| --------------------- | --- | --- | --- | --- | -- | -- | --- | --- | --- | --- | -- | -- |
| Skilanglauf           | F/M | F/M |     | M   | F  |    | F/M | F/M | M   | F   | M  | F  |
| Skispringen           |     | F   | F   | F/M | M  |    |     | X   | F/M | F/M | M  |    |
| Nordische Kombination |     | F   | X   | M   | F  |    |     |     |     | M   | M  |    |
| Para-Skilanglauf      |     |     |     |     |    |    | F/M | F/M |     |     |    |    |

| Tag        | Datum            | Zeit                | Disziplin             | Geschlecht | Bewerb                                   |
| ---------- | ---------------- | ------------------- | --------------------- | ---------- | ---------------------------------------- |
| Mittwoch   | 26. Februar 2025 | 20:00 Uhr           | Eröffnungsfeier       |            |                                          |
| Donnerstag | 27. Februar 2025 | 12:30 Uhr           | Skilanglauf           | Frauen     | Sprint Freistil                          |
| Donnerstag | 27. Februar 2025 | 12:30 Uhr           | Skilanglauf           | Männer     | Sprint Freistil                          |
| Donnerstag | 27. Februar 2025 | 15:00 Uhr/17:00 Uhr | Nordische Kombination | Frauen     | Massenstart 5 km/Normalschanze           |
| Freitag    | 28. Februar 2025 | 12:00 Uhr/16:05 Uhr | Nordische Kombination | Mixed      | Team Normalschanze/2 × 5 km + 2 × 2,5 km |
| Freitag    | 28. Februar 2025 | 14:00 Uhr           | Skispringen           | Frauen     | Einzel Normalschanze                     |
| Samstag    | 1. März 2025     | 12:00 Uhr/16:00 Uhr | Nordische Kombination | Männer     | Normalschanze/7,5 km Compact             |
| Samstag    | 1. März 2025     | 14:00 Uhr           | Skilanglauf           | Männer     | 20 km Skiathlon                          |
| Samstag    | 1. März 2025     | 17:00 Uhr           | Skispringen           | Frauen     | Team Normalschanze                       |
| Sonntag    | 2. März 2025     | 12:00 Uhr/16:00 Uhr | Nordische Kombination | Frauen     | Normalschanze/5 km                       |
| Sonntag    | 2. März 2025     | 14:00 Uhr           | Skilanglauf           | Frauen     | 20 km Skiathlon                          |
| Sonntag    | 2. März 2025     | 17:00 Uhr           | Skispringen           | Männer     | Einzel Normalschanze                     |
| Dienstag   | 4. März 2025     | 13:00 Uhr           | Skilanglauf           | Männer     | 10 km klassisch                          |
| Dienstag   | 4. März 2025     | 15:30 Uhr           | Skilanglauf           | Frauen     | 10 km klassisch                          |
| Mittwoch   | 5. März 2025     | 12:20 Uhr           | Para-Skilanglauf      | Frauen     | Sprint klassisch                         |
| Mittwoch   | 5. März 2025     | 12:20 Uhr           | Para-Skilanglauf      | Männer     | Sprint klassisch                         |
| Mittwoch   | 5. März 2025     | 14:30 Uhr           | Skilanglauf           | Frauen     | Teamsprint klassisch                     |
| Mittwoch   | 5. März 2025     | 14:30 Uhr           | Skilanglauf           | Männer     | Teamsprint klassisch                     |
| Mittwoch   | 5. März 2025     | 16:00 Uhr           | Skispringen           | Mixed      | Team Großschanze                         |
| Donnerstag | 6. März 2025     | 14:30 Uhr           | Skilanglauf           | Männer     | 4 × 7,5 km Staffel                       |
| Donnerstag | 6. März 2025     | 17:05 Uhr           | Skispringen           | Männer     | Team Großschanze                         |
| Freitag    | 7. März 2025     | 12:00 Uhr/15:30 Uhr | Nordische Kombination | Männer     | Team Großschanze/4 × 5 km                |
| Freitag    | 7. März 2025     | 13:15 Uhr           | Skilanglauf           | Frauen     | 4 × 7,5 km Staffel                       |
| Freitag    | 7. März 2025     | 16:30 Uhr           | Skispringen           | Frauen     | Einzel Großschanze                       |
| Samstag    | 8. März 2025     | 9:30 Uhr/14:30 Uhr  | Nordische Kombination | Männer     | Großschanze/10 km                        |
| Samstag    | 8. März 2025     | 11:30 Uhr           | Skilanglauf           | Männer     | 50 km Freistil                           |
| Samstag    | 8. März 2025     | 15:45 Uhr           | Skispringen           | Männer     | Einzel Großschanze                       |
| Sonntag    | 9. März 2025     | 11:30 Uhr           | Skilanglauf           | Frauen     | 50 km Freistil                           |
| Sonntag    | 9. März 2025     | anschließend        | Schlussfeier          |            |                                          |

## Medaillenspiegel
| Platz | Land               |    |    |    |    |
| ----- | ------------------ | -- | -- | -- | -- |
| 1     | Norwegen           | 14 | 11 | 8  | 33 |
| 2     | Schweden           | 7  | 1  | 4  | 12 |
| 3     | Slowenien          | 4  | 1  | –  | 5  |
| 4     | Deutschland        | 1  | 4  | 6  | 11 |
| 5     | Österreich         | 1  | 4  | 4  | 9  |
| 6     | Japan              | 1  | 1  | 2  | 4  |
| 7     | Frankreich         | 1  | –  | 1  | 2  |
| 8     | Brasilien          | 1  | –  | –  | 1  |
| 8     | Südkorea           | 1  | –  | –  | 1  |
| 10    | Vereinigte Staaten | –  | 3  | 1  | 4  |
| 11    | Finnland           | –  | 1  | 2  | 3  |
| 11    | Schweiz            | –  | 1  | 2  | 3  |
| 13    | Italien            | –  | 1  | –  | 1  |
| 13    | Kanada             | –  | 1  | –  | 1  |
| 13    | Tschechien         | –  | 1  | –  | 1  |
| 13    | Ukraine            | –  | 1  | –  | 1  |
| 17    | Kasachstan         | –  | –  | 1  | 1  |
| Total | Total              | 31 | 31 | 31 | 93 |

| Platz | Land | Sportlerin                 |   |   |   |   |
| ----- | ---- | -------------------------- | - | - | - | - |
| 1     | SWE  | Jonna Sundling             | 3 | – | 1 | 4 |
| 2     | SWE  | Ebba Andersson             | 3 | – | – | 3 |
| 3     | NOR  | Gyda Westvold Hansen       | 2 | 1 | – | 3 |
| 3     | SLO  | Nika Prevc                 | 2 | 1 | – | 3 |
| 5     | SWE  | Frida Karlsson             | 2 | – | 1 | 3 |
| 5     | NOR  | Eirin Maria Kvandal        | 2 | – | 1 | 3 |
| 5     | NOR  | Anna Odine Strøm           | 2 | – | 1 | 3 |
| 8     | NOR  | Ida Marie Hagen            | 1 | 1 | – | 2 |
| 9     | SWE  | Maja Dahlqvist             | 1 | – | – | 1 |
| 9     | AUT  | Carina Edlinger            | 1 | – | – | 1 |
| 9     | JPN  | Yuna Kasai                 | 1 | – | – | 1 |
| 9     | KOR  | Kim Yun-ji                 | 1 | – | – | 1 |
| 9     | NOR  | Ingvild Synnøve Midtskogen | 1 | – | – | 1 |
| 9     | NOR  | Vilde Nilsen               | 1 | – | – | 1 |
| 9     | SWE  | Emma Ribom                 | 1 | – | – | 1 |
| 9     | NOR  | Heidi Dyhre Traaserud      | 1 | – | – | 1 |
| 17    | NOR  | Therese Johaug             | – | 3 | 1 | 4 |
| 18    | GER  | Selina Freitag             | – | 2 | 1 | 3 |
| 19    | NOR  | Heidi Weng                 | – | 2 | – | 2 |
| 20    | AUT  | Eva Pinkelnig              | – | 1 | 1 | 2 |
| 20    | AUT  | Jacqueline Seifriedsberger | – | 1 | 1 | 2 |
| 22    | GER  | Nathalie Armbruster        | – | 1 | – | 1 |
| 22    | CZE  | Simona Bubeníčková         | – | 1 | – | 1 |
| 22    | USA  | Jessie Diggins             | – | 1 | – | 1 |
| 22    | AUT  | Lisa Eder                  | – | 1 | – | 1 |
| 22    | NOR  | Kristin Austgulen Fosnæs   | – | 1 | – | 1 |
| 22    | USA  | Kendall Gretsch            | – | 1 | – | 1 |
| 22    | USA  | Julia Kern                 | – | 1 | – | 1 |
| 22    | SLO  | Ema Klinec                 | – | 1 | – | 1 |
| 22    | AUT  | Julia Mühlbacher           | – | 1 | – | 1 |
| 22    | GER  | Jenny Nowak                | – | 1 | – | 1 |
| 22    | NOR  | Kristine Stavås Skistad    | – | 1 | – | 1 |
| 22    | NOR  | Astrid Øyre Slind          | – | 1 | – | 1 |
| 22    | CAN  | Natalie Wilkie             | – | 1 | – | 1 |
| 35    | SUI  | Nadine Fähndrich           | – | – | 2 | 2 |
| 35    | AUT  | Lisa Hirner                | – | – | 2 | 2 |
| 37    | GER  | Victoria Carl              | – | – | 1 | 1 |
| 37    | GER  | Pia Fink                   | – | – | 1 | 1 |
| 37    | GER  | Katharina Hennig           | – | – | 1 | 1 |
| 37    | GER  | Helen Hoffmann             | – | – | 1 | 1 |
| 37    | JPN  | Haruka Kasai               | – | – | 1 | 1 |
| 37    | AUT  | Claudia Purker             | – | – | 1 | 1 |
| 37    | USA  | Sydney Peterson            | – | – | 1 | 1 |
| 37    | GER  | Agnes Reisch               | – | – | 1 | 1 |
| 37    | GER  | Katharina Schmid           | – | – | 1 | 1 |
| 37    | GER  | Juliane Seyfarth           | – | – | 1 | 1 |
| 37    | GER  | Leonie Walter              | – | – | 1 | 1 |
| 37    | SUI  | Anja Weber                 | – | – | 1 | 1 |
| 37    | GER  | Anja Wicker                | – | – | 1 | 1 |

| Platz | Land | Sportler                   |   |   |   |   |
| ----- | ---- | -------------------------- | - | - | - | - |
| 1     | NOR  | Johannes Høsflot Klæbo     | 6 | – | – | 6 |
| 2     | NOR  | Jarl Magnus Riiber         | 3 | – | 1 | 4 |
| 3     | SLO  | Domen Prevc                | 2 | 1 | – | 3 |
| 3     | NOR  | Erik Valnes                | 2 | 1 | – | 3 |
| 5     | GER  | Vinzenz Geiger             | 1 | 1 | 2 | 4 |
| 6     | NOR  | Marius Lindvik             | 1 | 1 | 1 | 3 |
| 6     | NOR  | Jens Lurås Oftebro         | 1 | 1 | 1 | 3 |
| 8     | SLO  | Anže Lanišek               | 1 | 1 | – | 2 |
| 8     | NOR  | Martin Løwstrøm Nyenget    | 1 | 1 | – | 2 |
| 8     | GER  | Julian Schmid              | 1 | 1 | – | 2 |
| 11    | NOR  | Harald Østberg Amundsen    | 1 | – | 2 | 3 |
| 12    | NOR  | Johann André Forfang       | 1 | – | 1 | 2 |
| 13    | SWE  | Emil Jönsson Haag (Guide)  | 1 | – | – | 1 |
| 13    | AUT  | Jakob Kainz (Guide)        | 1 | – | – | 1 |
| 13    | SLO  | Lovro Kos                  | 1 | – | – | 1 |
| 13    | SWE  | Zebastian Modin            | 1 | – | – | 1 |
| 13    | GER  | Johannes Rydzek            | 1 | – | – | 1 |
| 13    | FRA  | Karl Tabouret              | 1 | – | – | 1 |
| 13    | GER  | Wendelin Thannheimer       | 1 | – | – | 1 |
| 13    | BRA  | Cristian Westemaier Ribera | 1 | – | – | 1 |
| 13    | SLO  | Timi Zajc                  | 1 | – | – | 1 |
| 22    | AUT  | Jan Hörl                   | – | 2 | 2 | 4 |
| 23    | NOR  | Jørgen Graabak             | – | 1 | 1 | 2 |
| 23    | AUT  | Stefan Kraft               | – | 1 | 1 | 2 |
| 23    | AUT  | Johannes Lamparter         | – | 1 | 1 | 2 |
| 23    | SWE  | William Poromaa            | – | 1 | 1 | 2 |
| 23    | FIN  | Lauri Vuorinen             | – | 1 | 1 | 2 |
| 28    | USA  | Jake Adicoff               | – | 1 | – | 1 |
| 28    | UKR  | Pavlo Bal                  | – | 1 | – | 1 |
| 28    | SUI  | Jonas Baumann              | – | 1 | – | 1 |
| 28    | SUI  | Cyril Fähndrich            | – | 1 | – | 1 |
| 28    | AUT  | Martin Fritz               | – | 1 | – | 1 |
| 28    | SUI  | Valerio Grond              | – | 1 | – | 1 |
| 28    | FIN  | Ristomatti Hakola          | – | 1 | – | 1 |
| 28    | JPN  | Taiki Kawayoke             | – | 1 | – | 1 |
| 28    | AUT  | Fabio Obermeyr             | – | 1 | – | 1 |
| 28    | AUT  | Maximilian Ortner          | – | 1 | – | 1 |
| 28    | ITA  | Federico Pellegrino        | – | 1 | – | 1 |
| 28    | AUT  | Franz-Josef Rehrl          | – | 1 | – | 1 |
| 28    | SUI  | Jason Rüesch               | – | 1 | – | 1 |
| 28    | CZE  | David Šrůtek (Guide)       | – | 1 | – | 1 |
| 28    | AUR  | Daniel Tschofenig          | – | 1 | – | 1 |
| 28    | GER  | Andreas Wellinger          | – | 1 | – | 1 |
| 28    | USA  | Peter Wolter (Guide)       | – | 1 | – | 1 |
| 45    | SWE  | Edvin Anger                | – | – | 2 | 2 |
| 46    | SWE  | Jens Burman                | – | – | 1 | 1 |
| 46    | FRA  | Benjamin Daviet            | – | – | 1 | 1 |
| 46    | SWE  | Truls Gisselman            | – | – | 1 | 1 |
| 46    | FIN  | Inkki Inola                | – | – | 1 | 1 |
| 46    | FIN  | Arttu Kaario (Guide)       | – | – | 1 | 1 |
| 46    | KAZ  | Jerbol Chamitow            | – | – | 1 | 1 |
| 46    | JPN  | Ryōyū Kobayashi            | – | – | 1 | 1 |
| 46    | GER  | Christian Krasman (Guide)  | – | – | 1 | 1 |
| 46    | NOR  | Simen Hegstad Krüger       | – | – | 1 | 1 |
| 46    | NOR  | Robin Pedersen             | – | – | 1 | 1 |
| 46    | AUT  | Stefan Rettenegger         | – | – | 1 | 1 |
| 46    | NOR  | Kristoffer Eriksen Sundal  | – | – | 1 | 1 |
| 46    | SWE  | Oskar Svensson             | – | – | 1 | 1 |
| 46    | NOR  | Simen Tiller               | – | – | 1 | 1 |

## Skilanglauf

### Männer

#### Sprint Freistil
| Platz | Land | Sportler               | Zeit [min]   |
| ----- | ---- | ---------------------- | ------------ |
| 1     | NOR  | Johannes Høsflot Klæbo | 2:45,74 (F)  |
| 2     | ITA  | Federico Pellegrino    | 2:46,41 (F)  |
| 3     | FIN  | Lauri Vuorinen         | 2:50,53 (F)  |
| 4     | FRA  | Jules Chappaz          | 2:50,73 (F)  |
| 5     | CZE  | Michal Novák           | 2:51,81 (F)  |
| 6     | FRA  | Lucas Chanavat         | 3:09,79 (F)  |
|       |      |                        |              |
| 7     | NOR  | Ansgar Evensen         | 2:50,92 (HF) |
| 8     | FRA  | Richard Jouve          | 2:50,97 (HF) |
| 9     | SUI  | Valerio Grond          | 2:49,32 (HF) |
| 10    | NOR  | Even Northug           | 2:51,18 (HF) |
| 11    | SWE  | Edvin Anger            | 2:52,38 (HF) |
| 12    | USA  | Ben Ogden              | 2:49,68 (HF) |
|       |      |                        |              |
| 20    | SUI  | Noe Näff               | 2:47,68 (VF) |
| 21    | GER  | Jan Stölben            | 3:01,58 (VF) |
| 26    | SUI  | Janik Riebli           | 3:06,58 (VF) |
| 28    | AUT  | Benjamin Moser         | 3:14,17 (VF) |
|       |      |                        |              |
| 32    | GER  | Elias Keck             | 2:45,97 (Q)  |
| 40    | SUI  | Roman Alder            | 2:47,30 (Q)  |
| 41    | GER  | Marius Kastner         | 2:47,39 (Q)  |
| 45    | AUT  | Michael Föttinger      | 2:48,78 (Q)  |
| 127   | AUT  | Lukas Mrkonjic         | 3:14,63 (Q)  |

Weltmeister 2023:  Johannes Høsflot Klæbo

Olympiasieger 2022:  Johannes Høsflot Klæbo
F = Finale; HF = Halbfinale; VF = Viertelfinale; Q = Qualifikation

Datum: 27. Februar 2025

#### Teamsprint klassisch
| Platz | Land | Sportler                                 | Zeit [min] |
| ----- | ---- | ---------------------------------------- | ---------- |
| 1     | NOR  | Erik Valnes Johannes Høsflot Klæbo       | 18:27,71   |
| 2     | FIN  | Ristomatti Hakola Lauri Vuorinen         | 18:31,81   |
| 3     | SWE  | Oskar Svensson Edvin Anger               | 18:31,82   |
| 4     | ITA  | Davide Graz Federico Pellegrino          | 18:32,11   |
| 5     | FRA  | Jules Chappaz Richard Jouve              | 18:37,88   |
| 6     | USA  | Gus Schumacher James Clinton Schoonmaker | 18:40,01   |
| 7     | CZE  | Jiří Tuž Michal Novák                    | 18:49,13   |
| 8     | CAN  | Antoine Cyr Xavier McKeever              | 18:55,48   |
| 9     | SUI  | Janik Riebli Valerio Grond               | 18:55,70   |
| 10    | GER  | Elias Keck Jan Stölben                   | 19:06,15   |
|       |      |                                          |            |
| 13    | AUT  | Benjamin Moser Lukas Mrkonjic            | 19:35,17   |

Weltmeister 2023:  Norwegen | Pål Golberg, Johannes Høsflot Klæbo

Olympiasieger 2022:  Norwegen | Erik Valnes, Johannes Høsflot Klæbo

Datum: 5. März 2025

#### 10 km klassisch
| Platz | Land | Sportler                | Zeit [min] |
| ----- | ---- | ----------------------- | ---------- |
| 1     | NOR  | Johannes Høsflot Klæbo  | 28:16,6    |
| 2     | NOR  | Erik Valnes             | 28:25,4    |
| 3     | NOR  | Harald Østberg Amundsen | 28:27,6    |
| 4     | SWE  | Edvin Anger             | 28:30,8    |
| 5     | NOR  | Martin Løwstrøm Nyenget | 28:31,0    |
| 6     | SWE  | William Poromaa         | 28:31,9    |
| 7     | SUI  | Cyril Fähndrich         | 28:52,5    |
| 8     | CZE  | Michal Novák            | 28:53,2    |
| 9     | AUT  | Mika Vermeulen          | 28:54,0    |
| 10    | FIN  | Ville Ahonen            | 28:54,5    |
|       |      |                         |            |
| 25    | GER  | Friedrich Moch          | 29:38,5    |
| 29    | GER  | Albert Kuchler          | 29:49,8    |
| 33    | SUI  | Beda Klee               | 29:52,1    |
| 34    | AUT  | Tobias Ganner           | 29:56,9    |
| 37    | GER  | Janosch Brugger         | 30:04,7    |
| 73    | LIE  | Micha Büchel            | 32:21,4    |

Weltmeister 2023 (15 km):  Simen Hegstad Krüger

Olympiasieger 2022 (15 km):  Iivo Niskanen

Datum: 4. März 2025

#### 20 km Skiathlon

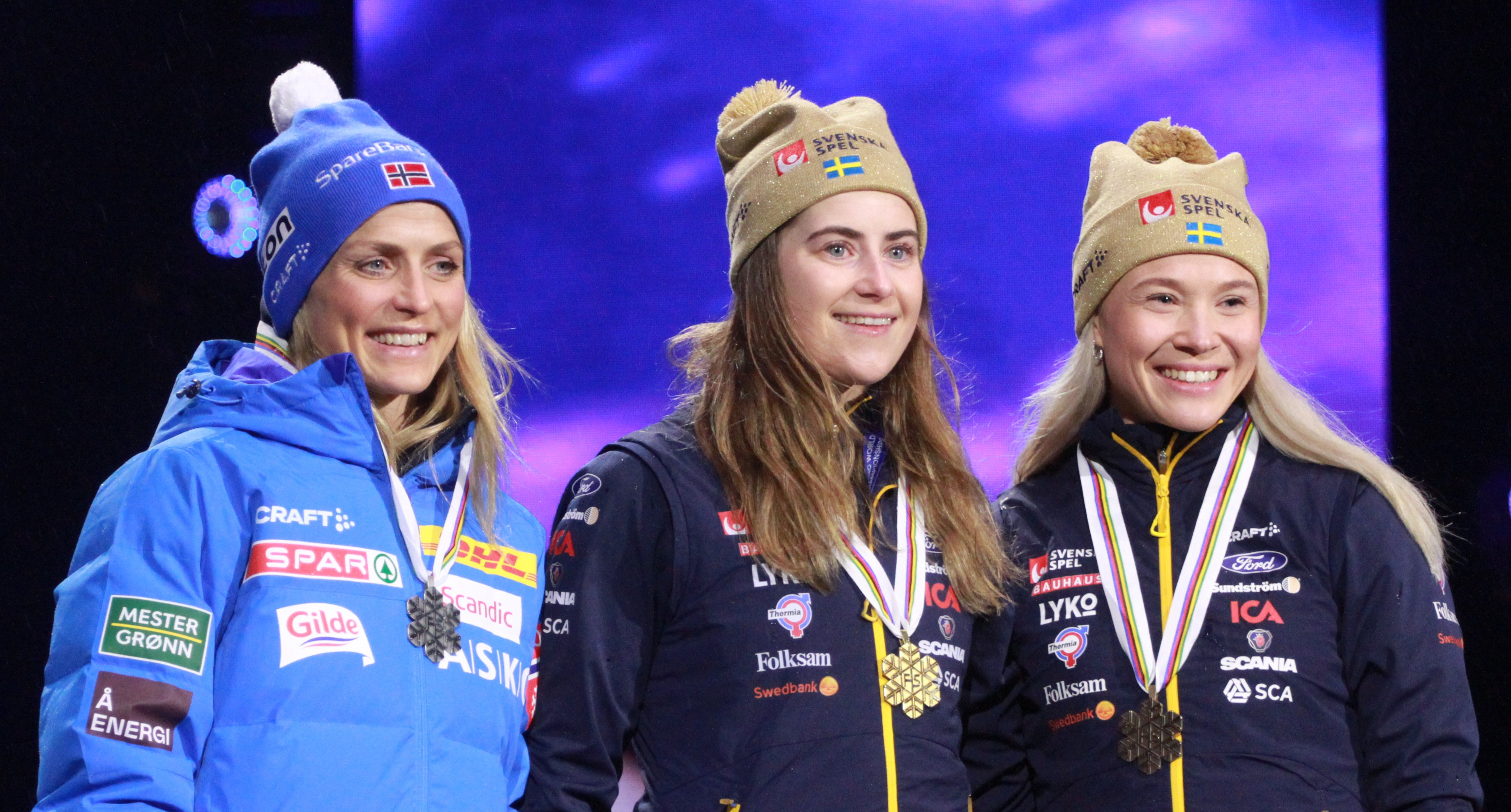
Die Medaillengewinnerinnen (v. l. n. r.): Therese Johaug, Ebba Andersson und Jonna Sundling

| Platz | Land | Sportler                | Zeit [min] |
| ----- | ---- | ----------------------- | ---------- |
| 1     | NOR  | Johannes Høsflot Klæbo  | 44:22,3    |
| 2     | NOR  | Martin Løwstrøm Nyenget | 44:23,7    |
| 3     | NOR  | Harald Østberg Amundsen | 44:23,7    |
| 4     | NOR  | Jan Thomas Jenssen      | 44:23,8    |
| 5     | ITA  | Federico Pellegrino     | 44:23,9    |
| 6     | FRA  | Mathis Desloges         | 44:24,6    |
| 7     | GBR  | Andrew Musgrave         | 44:24,9    |
| 8     | SWE  | William Poromaa         | 44:25,1    |
| 9     | USA  | Gus Schumacher          | 44:25,9    |
| 10    | GER  | Friedrich Moch          | 44:26,1    |
|       |      |                         |            |
| 13    | AUT  | Mika Vermeulen          | 45:19,4    |
| 20    | SUI  | Jonas Baumann           | 45:39,7    |
| 22    | SUI  | Jason Rüesch            | 45:53,2    |
| 27    | GER  | Florian Notz            | 45:54,7    |
| 30    | GER  | Elias Keck              | 46:14,2    |
| 38    | GER  | Albert Kuchler          | 46:43,4    |
| 42    | SUI  | Beda Klee               | 47:27,9    |
| 48    | SUI  | Cyril Fähndrich         | 47:39,0    |
| 82    | LIE  | Micha Büchel            | 52:25,7    |

Weltmeister 2023 (30 km):  Simen Hegstad Krüger

Olympiasieger 2022 (30 km):  Alexander Bolschunow

Datum: 1. März 2025

#### 50 km Freistil Massenstart
| Platz | Land | Sportler                | Zeit [h]  |
| ----- | ---- | ----------------------- | --------- |
| 1     | NOR  | Johannes Høsflot Klæbo  | 1:57:47,1 |
| 2     | SWE  | William Poromaa         | 1:57:49,2 |
| 3     | NOR  | Simen Hegstad Krüger    | 1:57:55,6 |
| 4     | NOR  | Martin Løwstrøm Nyenget | 1:58:05,7 |
| 5     | NOR  | Harald Østberg Amundsen | 1:58:38,9 |
| 6     | GBR  | Andrew Musgrave         | 1:59:48,3 |
| 7     | FIN  | Remi Lindholm           | 1:59:50,8 |
| 8     | SWE  | Gustaf Berglund         | 2:01:17,1 |
| 9     | AUT  | Mika Vermeulen          | 2:01:54,5 |
| 10    | JPN  | Naoto Baba              | 2:02:11,3 |
|       |      |                         |           |
| 15    | GER  | Friedrich Moch          | 2:04:15,9 |
| 18    | SUI  | Jason Rüesch            | 2:05:25,2 |
| 33    | AUT  | Alexander Brandner      | 2:08:08,9 |
| 38    | SUI  | Candide Pralong         | 2:09:03,5 |
| 41    | AUT  | Benjamin Moser          | 2:11:03,0 |
| 43    | GER  | Florian Notz            | 2:11:37,4 |
| 57    | GER  | Jan Stölben             | 2:19:35,1 |
| DNF   | SUI  | Jonas Baumann           |           |

Weltmeister 2023:  Pål Golberg

Olympiasieger 2022:  Alexander Bolschunow

Datum: 8. März 2025

#### 4 × 7,5-km-Staffel
| Platz | Land                   | Sportler                                                                              | Zeit/Rückstand [h] |
| ----- | ---------------------- | ------------------------------------------------------------------------------------- | ------------------ |
| 1     | Norwegen               | Erik Valnes Martin Løwstrøm Nyenget Harald Østberg Amundsen Johannes Høsflot Klæbo    | 1:08:13,7          |
| 2     | Schweiz                | Cyril Fähndrich Jonas Baumann Jason Rüesch Valerio Grond                              | +0:21,6            |
| 3     | Schweden               | Truls Gisselman William Poromaa Jens Burman Edvin Anger                               | +0:21,8            |
| 4     | Frankreich             | Rémi Bourdin Hugo Lapalus Jules Lapierre Mathis Desloges                              | +0:25,2            |
| 5     | Kanada                 | Xavier McKeever Antoine Cyr Max Hollmann Olivier Léveillé                             | +0:25,3            |
| 6     | Italien                | Giovanni Ticco Federico Pellegrino Davide Graz Simone Daprà                           | +0:31,1            |
| 7     | Vereinigte Staaten     | James Clinton Schoonmaker Zak Ketterson Kevin Bolger Ben Ogden                        | +1:03,0            |
| 8     | Deutschland            | Florian Notz Albert Kuchler Friedrich Moch Janosch Brugger                            | +1:12,2            |
| 9     | Vereinigtes Königreich | Gabriel Gledhill Andrew Musgrave Andrew Young James Clugnet                           | +2:12,0            |
| 10    | Finnland               | Niko Anttola Ristomatti Hakola Remi Lindholm Lauri Vuorinen                           | +2:13,2            |
| 11    | Tschechien             | Michal Novák Adam Fellner Matyáš Bauer Jiří Tuž                                       | +2:22,9            |
| 12    | Österreich             | Benjamin Moser Michael Föttinger Tobias Ganner Alexander Brandner                     | +2:31,5            |
| 13    | Japan                  | Ryō Hirose Naoto Baba Daito Yamazaki Haruki Yamashita                                 | +3:04,9            |
| 14    | Slowenien              | Miha Šimenc Waleri Gontar Miha Ličef Vili Črv                                         | +3:50,1            |
| 15    | Estland                | Ralf Kivil Christopher Kalev Martin Himma Henri Roos                                  | +5:11,9            |
| 16    | Kasachstan             | Jernar Nursbekow Witali Puchkalo Olschas Klimin Wladislaw Kowaljow                    | +5:19,8            |
| 17    | Polen                  | Piotr Jarecki Maciej Staręga Sebastian Bryja Kamil Bury                               | +5:54,4            |
| 18    | Rumänien               | Paul Constantin Pepene Florin Robert Dolhascu Gabriel Cojocaru Ionuț Alexandru Costea | +6:31,1            |
| 19    | Ukraine                | Oleksandr Lissohor Ruslan Denyssenko Dmytro Drahun Denys Muhotinow                    | +8:49,0            |
| 20    | Australien             | Seve de Campo Lars Young Vik Bentley Walker-Broose Fedele de Campo                    | +9:53,4            |
| 21    | Slowakei               | Jáchym Cenek Michal Adamov Ján Adamov Matej Horniak                                   | LAP                |
| 22    | Lettland               | Raimo Vīgants Lauris Kaparkalējs Jēkabs Skolnieks Silvestrs Švauksts                  | LAP                |
| 23    | Ungarn                 | Ádám Kónya Ádám Büki Csongor Ferbár Dániel Szöllös                                    | LAP                |
| 24    | Litauen                | Tautvydas Strolia Modestas Vaičiulis Matas Gražys Daujotas Jonikas                    | LAP                |
| 25    | Chile                  | Sebastián Endrestad Martín Flores Sigurd Herrera Juan Luis Uberuaga                   | LAP                |
| 26    | Brasilien              | Manex Silva Victor Santos Guilherme Pereira Santos Rhaick Bomfim                      | LAP                |
| 27    | Kroatien               | Marko Skender Matija Štimac Boris Štefančič Ivano Pelko                               | LAP                |

Weltmeister 2023 (4 × 10-km-Staffel):  Norwegen | Hans Christer Holund, Pål Golberg, Simen Hegstad Krüger, Johannes Høsflot Klæbo

Olympiasieger 2022 (4 × 10-km-Staffel):  ROC | Alexei Tscherwotkin, Alexander Bolschunow, Denis Spizow, Sergei Ustjugow

Datum: 6. März 2025

### Frauen

#### Sprint Freistil
| Platz | Land | Sportlerin              | Zeit [min]   |
| ----- | ---- | ----------------------- | ------------ |
| 1     | SWE  | Jonna Sundling          | 3:03,36 (F)  |
| 2     | NOR  | Kristine Stavås Skistad | 3:05,49 (F)  |
| 3     | SUI  | Nadine Fähndrich        | 3:06,20 (F)  |
| 4     | SWE  | Maja Dahlqvist          | 3:12,96 (F)  |
| 5     | USA  | Julia Kern              | 3:13,89 (F)  |
| 6     | NOR  | Lotta Udnes Weng        | 3:29,79 (F)  |
|       |      |                         |              |
| 7     | NOR  | Julie Myhre             | 3:11,90 (HF) |
| 8     | GER  | Coletta Rydzek          | 3:14,10 (HF) |
| 9     | FIN  | Jasmi Joensuu           | 3:06,88 (HF) |
| 10    | AND  | Gina del Rio            | 3:15,28 (HF) |
| 11    | SWE  | Johanna Hagström        | 3:42,72 (HF) |
| 12    | SWE  | Märta Rosenberg         | 3:17,82 (HF) |
|       |      |                         |              |
| 15    | GER  | Victoria Carl           | 3:06,36 (VF) |
| 16    | GER  | Helen Hoffmann          | 3:10,25 (VF) |
| 19    | SUI  | Anja Weber              | 3:09,55 (VF) |
| 20    | AUT  | Magdalena Scherz        | 3:10,74 (VF) |
| 26    | GER  | Sofie Krehl             | 3:11,63 (VF) |
|       |      |                         |              |
| 33    | SUI  | Anja Weber              | 3:12,74 (Q)  |
| 39    | SUI  | Marina Kälin            | 3:15,22 (Q)  |

Weltmeisterin 2023:  Jonna Sundling

Olympiasiegerin 2022:  Jonna Sundling
F = Finale; HF = Halbfinale; VF = Viertelfinale; Q = Qualifikation

Datum: 27. Februar 2025

#### Teamsprint klassisch
| Platz | Land | Sportlerinnen                            | Zeit [min] |
| ----- | ---- | ---------------------------------------- | ---------- |
| 1     | SWE  | Jonna Sundling Maja Dahlqvist            | 20:51,63   |
| 2     | USA  | Jessie Diggins Julia Kern                | 20:54,53   |
| 3     | SUI  | Anja Weber Nadine Fähndrich              | 21:00,76   |
| 4     | FIN  | Kerttu Niskanen Jasmi Joensuu            | 21:05,99   |
| 5     | ITA  | Caterina Ganz Federica Cassol            | 21:43,15   |
| 6     | GER  | Katharina Hennig Laura Gimmler           | 21:43,48   |
| 7     | NOR  | Lotta Udnes Weng Kristine Stavås Skistad | 21:48,50   |
| 8     | CZE  | Kateřina Janatová Tereza Beranová        | 21:59,99   |
| 9     | FRA  | Mélissa Gal Léna Quintin                 | 22:03,57   |
| 10    | CAN  | Liliane Gagnon Alison Mackie             | 22:18,38   |
|       |      |                                          |            |
| 13    | AUT  | Katharina Brudermann Magdalena Scherz    | 22:57,11   |

Weltmeisterinnen 2023:  Schweden | Emma Ribom, Jonna Sundling

Olympiasiegerinnen 2022:  Deutschland | Katharina Hennig, Victoria Carl

Datum: 5. März 2025

#### 10 km klassisch
| Platz | Land | Sportlerin          | Zeit [min] |
| ----- | ---- | ------------------- | ---------- |
| 1     | SWE  | Ebba Andersson      | 30:19,8    |
| 2     | NOR  | Therese Johaug      | 30:21,1    |
| 3     | SWE  | Frida Karlsson      | 30:31,9    |
| 4     | AUT  | Teresa Stadlober    | 30:34,8    |
| 5     | NOR  | Heidi Weng          | 30:46,1    |
| 6     | NOR  | Astrid Øyre Slind   | 30:49,0    |
| 7     | GER  | Katharina Hennig    | 30:49,7    |
| 8     | SUI  | Nadja Kälin         | 30:50,8    |
| 9     | FIN  | Kerttu Niskanen     | 31:20,7    |
| 10    | FIN  | Johanna Matintalo   | 31:25,6    |
| 11    | GER  | Pia Fink            | 31:26,6    |
|       |      |                     |            |
| 14    | GER  | Victoria Carl       | 31:53,4    |
| 16    | GER  | Katherine Sauerbrey | 32:06,5    |
| 23    | SUI  | Marina Kälin        | 32:51,7    |
| 58    | LIE  | Nina Riedener       | 35:57,5    |

Weltmeisterin 2023:  Jessie Diggins

Olympiasiegerin 2022:  Therese Johaug

Datum: 4. März 2025

#### 20 km Skiathlon
| Platz | Land | Sportlerin               | Zeit [min] |
| ----- | ---- | ------------------------ | ---------- |
| 1     | SWE  | Ebba Andersson           | 47:57,1    |
| 2     | NOR  | Therese Johaug           | 47:57,1    |
| 3     | SWE  | Jonna Sundling           | 48:07,3    |
| 4     | SWE  | Frida Karlsson           | 48:07,6    |
| 5     | NOR  | Heidi Weng               | 48:08,1    |
| 6     | SUI  | Nadja Kälin              | 49:13,2    |
| 7     | FIN  | Krista Pärmäkoski        | 49:13,5    |
| 8     | NOR  | Astrid Øyre Slind        | 49:23,7    |
| 9     | GER  | Victoria Carl            | 49:41,3    |
| 10    | NOR  | Kristin Austgulen Fosnæs | 49:41,9    |
|       |      |                          |            |
| 12    | GER  | Helen Hoffmann           | 49:59,9    |
| 14    | SUI  | Nadine Fähndrich         | 50:01,0    |
| 16    | AUT  | Teresa Stadlober         | 50:05,1    |
| 19    | SUI  | Anja Weber               | 51:02,2    |
| 20    | GER  | Pia Fink                 | 51:03,2    |
| 21    | GER  | Katherine Sauerbrey      | 51:03,7    |
| 33    | SUI  | Marina Kälin             | 52:17,9    |
| 34    | AUT  | Katharina Brudermann     | 52:27,4    |

Weltmeisterin 2023 (15 km):  Ebba Andersson

Olympiasiegerin 2022 (15 km):  Therese Johaug

Datum: 2. März 2025

#### 50 km Freistil Massenstart
| Platz | Land | Sportlerin           | Zeit [h]  |
| ----- | ---- | -------------------- | --------- |
| 1     | SWE  | Frida Karlsson       | 2:24:55,3 |
| 2     | NOR  | Heidi Weng           | 2:24:57,4 |
| 3     | NOR  | Therese Johaug       | 2:24:58,2 |
| 4     | SWE  | Ebba Andersson       | 2:25:14,0 |
| 5     | SWE  | Jonna Sundling       | 2:29:07,1 |
| 6     | NOR  | Nora Sanness         | 2:31:55,6 |
| 7     | FIN  | Krista Pärmäkoski    | 2:32:26,0 |
| 8     | SUI  | Nadja Kälin          | 2:33:12,5 |
| 9     | FRA  | Flora Dolci          | 2:33:14,3 |
| 10    | NOR  | Astrid Øyre Slind    | 2:34:30,4 |
| 11    | AUT  | Teresa Stadlober     | 2:34:47,4 |
|       |      |                      |           |
| 13    | GER  | Pia Fink             | 2:36:10,0 |
| 25    | GER  | Sofie Krehl          | 2:44:37,1 |
| 26    | AUT  | Katharina Brudermann | 2:45:46,1 |

Weltmeisterin 2023 (30 km Massenstart):  Ebba Andersson

Olympiasiegerin 2022 (30 km Massenstart):  Therese Johaug

Datum: 9. März 2025

#### 4 × 7,5-km-Staffel
| Platz | Land                | Sportlerinnen                                                                            | Zeit/Rückstand [h] |
| ----- | ------------------- | ---------------------------------------------------------------------------------------- | ------------------ |
| 1     | Schweden            | Emma Ribom Frida Karlsson Ebba Andersson Jonna Sundling                                  | 1:15:41,5          |
| 2     | Norwegen            | Heidi Weng Astrid Øyre Slind Therese Johaug Kristin Austgulen Fosnæs                     | +0:00,7            |
| 3     | Deutschland         | Pia Fink Katharina Hennig Helen Hoffmann Victoria Carl                                   | +1:13,4            |
| 4     | Finnland            | Johanna Matintalo Kerttu Niskanen Krista Pärmäkoski Jasmi Joensuu                        | +1:13,9            |
| 5     | Schweiz             | Anja Weber Nadja Kälin Marina Kälin Nadine Fähndrich                                     | +3:19,3            |
| 6     | Vereinigte Staaten  | Rosie Brennan Julia Kern Sophia Laukli Jessie Diggins                                    | +3:21,1            |
| 7     | Italien             | Anna Comarella Caterina Ganz Maria Gismondi Martina Di Centa                             | +3:46,9            |
| 8     | Tschechien          | Kateřina Janatová Anna Marie Jaklová Barbora Havlíčková Anna Milerská                    | +5:44,9            |
| 9     | Kanada              | Alison Mackie Katherine Stewart-Jones Liliane Gagnon Sonjaa Schmidt                      | +6:07,7            |
| 10    | Japan               | Chika Honda Masae Tsuchiya Chika Kobayashi Shiori Yokohama                               | +7:13,1            |
| 11    | Estland             | Kaidy Kaasiku Keidy Kaasiku Mariel Merlii Pulles Teesi Tuul                              | +7:47,6            |
| 12    | Australien          | Tuva Bygrave Ellen Søhol Lie Rosie Fordham Phoebe Cridland                               | +9:58,0            |
| 13    | Kasachstan          | Xenija Schalygina Angelina Schuryga Nadeschda Stepaschkina Darja Rjaschko                | +11:39,0           |
| 14    | Volksrepublik China | Honglian Meng Lingshuang Chen Bayani Jialin Dilnigar Ilhamjan                            | LAP                |
| 15    | Ukraine             | Anastasija Nikon Sofija Schkatula Jelysaweta Noprijenko Wiktorija Olech                  | LAP                |
| 16    | Lettland            | Kitija Auziņa Adriāna Šuminska Samanta Krampe Linda Kaparkalēja                          | LAP                |
| 17    | Kroatien            | Tena Hadžić Leona Garac Ema Sobol Nives Baričevac                                        | LAP                |
| 18    | Brasilien           | Eduarda Westermaier Ribera Jaqueline Mourão Bruna Moura Mirlene Picin Mika               | LAP                |
| 19    | Litauen             | Ieva Dainytė Kornelija Sukovaitė Eglė Savickaitė Greta Gabrielė Kilbauskaitė             | LAP                |
| DNS   | Mongolei            | Enchbajar Ariuntungalag Ariunsanaagiin Enchtuul Tömöriin Ariunbold Barsnyam Nomin-Erdene |                    |

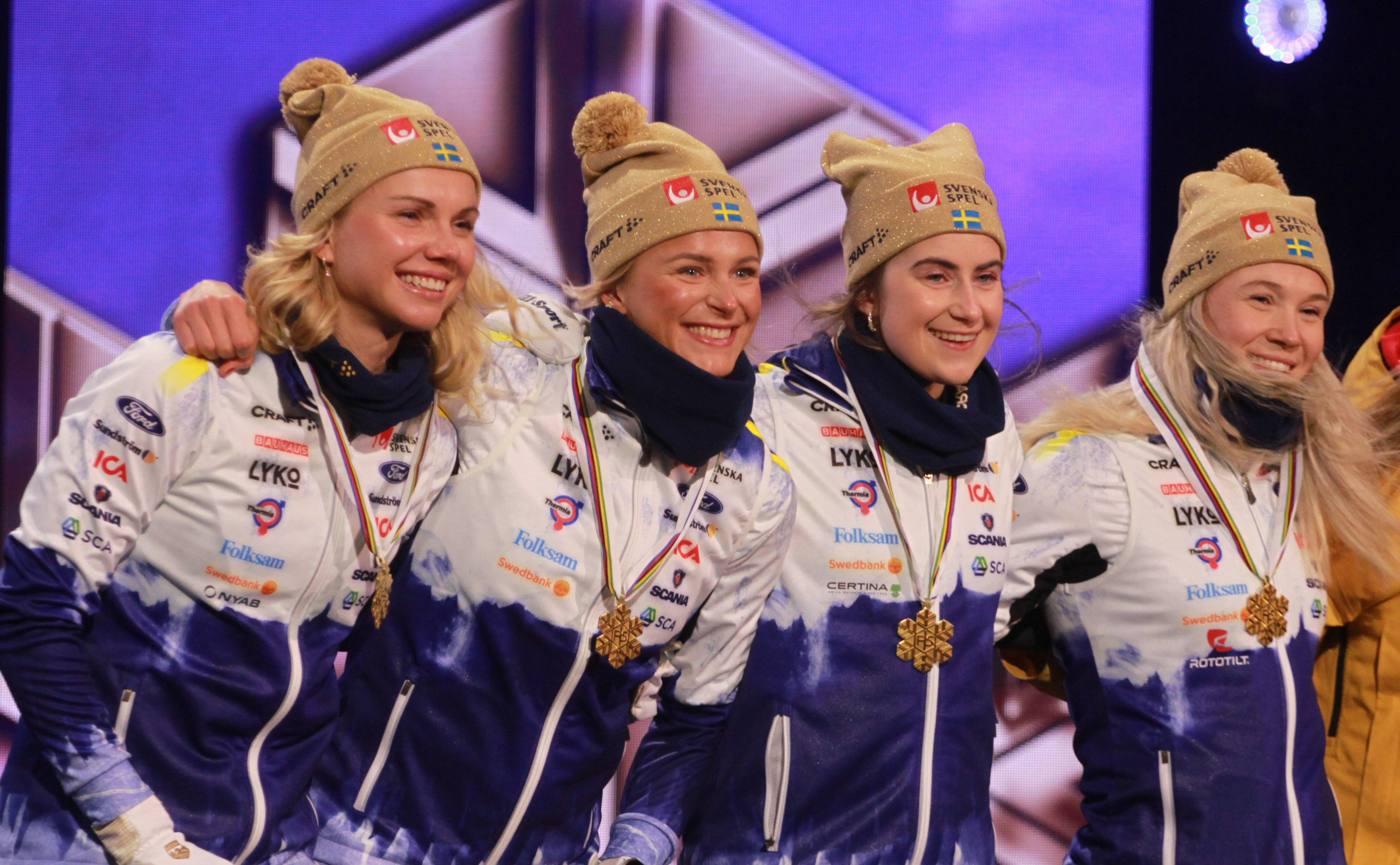
Die schwedische Staffel bei der Medaillenvergabe (v. l. n. r.): Emma Ribom, Frida Karlsson, Ebba Andersson und Jonna Sundling

Weltmeisterinnen 2023 (4 × 5-km-Staffel):  Norwegen | Tiril Udnes Weng, Astrid Øyre Slind, Ingvild Flugstad Østberg, Anne Kjersti Kalvå

Olympiasiegerinnen 2022 (4 × 5-km-Staffel):  ROC | Julija Stupak, Natalja Neprjajewa, Tatjana Sorina, Weronika Stepanowa

Datum: 7. März 2025

## Skispringen

### Männer

#### Normalschanze
| Platz | Land | Sportler             | Weiten [m]    | Punkte |
| ----- | ---- | -------------------- | ------------- | ------ |
| 1     | NOR  | Marius Lindvik       | 108,0 / 104,5 | 265,5  |
| 2     | GER  | Andreas Wellinger    | 106,5 / 105,5 | 263,2  |
| 3     | AUT  | Jan Hörl             | 107,0 / 102,0 | 256,3  |
| 4     | GER  | Karl Geiger          | 105,5 / 102,0 | 252,6  |
| 5     | NOR  | Johann André Forfang | 107,0 / 100,5 | 252,5  |
| 6     | AUT  | Stefan Kraft         | 106,0 / 101,0 | 250,4  |
| 7     | JPN  | Ryōyū Kobayashi      | 104,0 / 103,5 | 250,0  |
| 8     | SLO  | Anže Lanišek         | 100,0 / 104,0 | 248,1  |
| 9     | BUL  | Wladimir Sografski   | 099,5 / 105,0 | 244,3  |
| 10    | POL  | Paweł Wąsek          | 099,0 / 102,0 | 234,5  |
|       |      |                      |               |        |
| 14    | SUI  | Gregor Deschwanden   | 102,5 / 099,5 | 232,0  |
| 15    | GER  | Philipp Raimund      | 099,0 / 099,0 | 231,3  |
| 21    | AUT  | Daniel Tschofenig    | 097,0 / 096,5 | 224,6  |
| 23    | AUT  | Maximilian Ortner    | 090,0 / 094,5 | 223,1  |
| 30    | GER  | Pius Paschke         | 096,5 / 089,0 | 203,4  |
| 36    | SUI  | Yanick Wasser        | 097,0         | 105,0  |
| 41    | SUI  | Killian Peier        | 091,5         | 100,4  |
| 42    | SUI  | Simon Ammann         | 092,5         | 099,0  |

Weltmeister 2023:  Piotr Żyła

Olympiasieger 2022:  Ryōyū Kobayashi
Datum: 2. März 2025

Normalschanze HS 102

#### Großschanze
| Platz | Land | Sportler           | Weiten [m]    | Punkte |
| ----- | ---- | ------------------ | ------------- | ------ |
| 1     | SLO  | Domen Prevc        | 138,0 / 140,5 | 301,8  |
| 2     | AUT  | Jan Hörl           | 134,0 / 137,0 | 286,6  |
| 3     | JPN  | Ryōyū Kobayashi    | 135,5 / 137,0 | 284,7  |
| 4     | SLO  | Anže Lanišek       | 132,5 / 136,0 | 276,4  |
| 5     | GER  | Philipp Raimund    | 137,5 / 133,0 | 274,1  |
| 6     | AUT  | Maximilian Ortner  | 128,5 / 136,0 | 268,5  |
| 7     | SUI  | Gregor Deschwanden | 129,0 / 133,5 | 267,6  |
| 8     | GER  | Andreas Wellinger  | 128,0 / 137,0 | 267,0  |
| 9     | AUT  | Daniel Tschofenig  | 127,0 / 134,5 | 262,5  |
| 10    | SLO  | Lovro Kos          | 131,5 / 131,5 | 257,2  |
|       |      |                    |               |        |
| 12    | AUT  | Stefan Kraft       | 124,5 / 129,5 | 253,0  |
| 20    | SUI  | Killian Peier      | 126,5 / 118,5 | 234,1  |
| 21    | GER  | Karl Geiger        | 122,5 / 123,5 | 233,5  |
| 24    | SUI  | Yanick Wasser      | 125,0 / 121,5 | 231,7  |
| 28    | GER  | Pius Paschke       | 123,0 / 113,5 | 222,0  |
| 35    | SUI  | Simon Ammann       | 120,0         | 107,1  |

Weltmeister 2023:  Timi Zajc

Olympiasieger 2022:  Marius Lindvik
Datum: 8. März 2025
Großschanze HS 138
siehe auch #Kontroversen

#### Team
| Platz | Land | Sportler                                                                     | Weiten [m]                                      | Punkte |
| ----- | ---- | ---------------------------------------------------------------------------- | ----------------------------------------------- | ------ |
| 1     | SLO  | Lovro Kos Domen Prevc Timi Zajc Anže Lanišek                                 | 128,5/129,5 135,0/135,5 136,5/128,0 137,0/138,0 | 1080,8 |
| 2     | AUT  | Daniel Tschofenig Maximilian Ortner Stefan Kraft Jan Hörl                    | 127,0/133,0 130,5/134,5 134,0/131,0 129,5/135,0 | 1067,4 |
| 3     | NOR  | Johann Andre Forfang Robin Pedersen Kristoffer Eriksen Sundal Marius Lindvik | 128,5/137,5 123,5/130,0 124,5/134,5 137,5/138,5 | 1065,3 |
| 4     | GER  | Karl Geiger Stephan Leyhe Philipp Raimund Andreas Wellinger                  | 127,0/119,0 122,5/127,0 135,5/135,0 132,0/133,5 | 1005,8 |
| 5     | JPN  | Ren Nikaidō Yukiya Satō Naoki Nakamura Ryōyū Kobayashi                       | 122,0/123,5 129,5/120,0 127,0/124,5 133,5/136,5 | 0965,2 |
| 6     | POL  | Aleksander Zniszczoł Jakub Wolny Pawel Wasek Dawid Kubacki                   | 116,0/125,5 121,0/124,0 131,0/131,0 127,5/124,5 | 0958,4 |
| 7     | FIN  | Kasperi Valto Vilho Palosaari Niko Kytösaho Antti Aalto                      | 125,0/126,0 122,5/121,5 116,5/122,0 122,5/129,5 | 0905,2 |
| 8     | USA  | Kevin Bickner Erik Belshaw Jason Colby Tate Frantz                           | 117,5/126,5 121,0/119,0 118,0/121,0 127,0/121,5 | 0888,6 |
|       |      |                                                                              |                                                 |        |
| 9     | SUI  | Yanick Wasser Simon Ammann Killian Peier Gregor Deschwanden                  | 109,5 111,5 114,0 128,0                         | 0403,4 |
| 10    | KAZ  | Swjatoslaw Nasarenko Ilja Misernych Sabyrschan Muminow Danil Wassiljew       | 096,0 102,0 101,0 104,5                         | 0271,6 |
| 11    | CHN  | Zhen Weijie Zheng Pengbo Lyu Yixin Song Qiwu                                 | 084,0 076,5 097,5 110,5                         | 0195,6 |

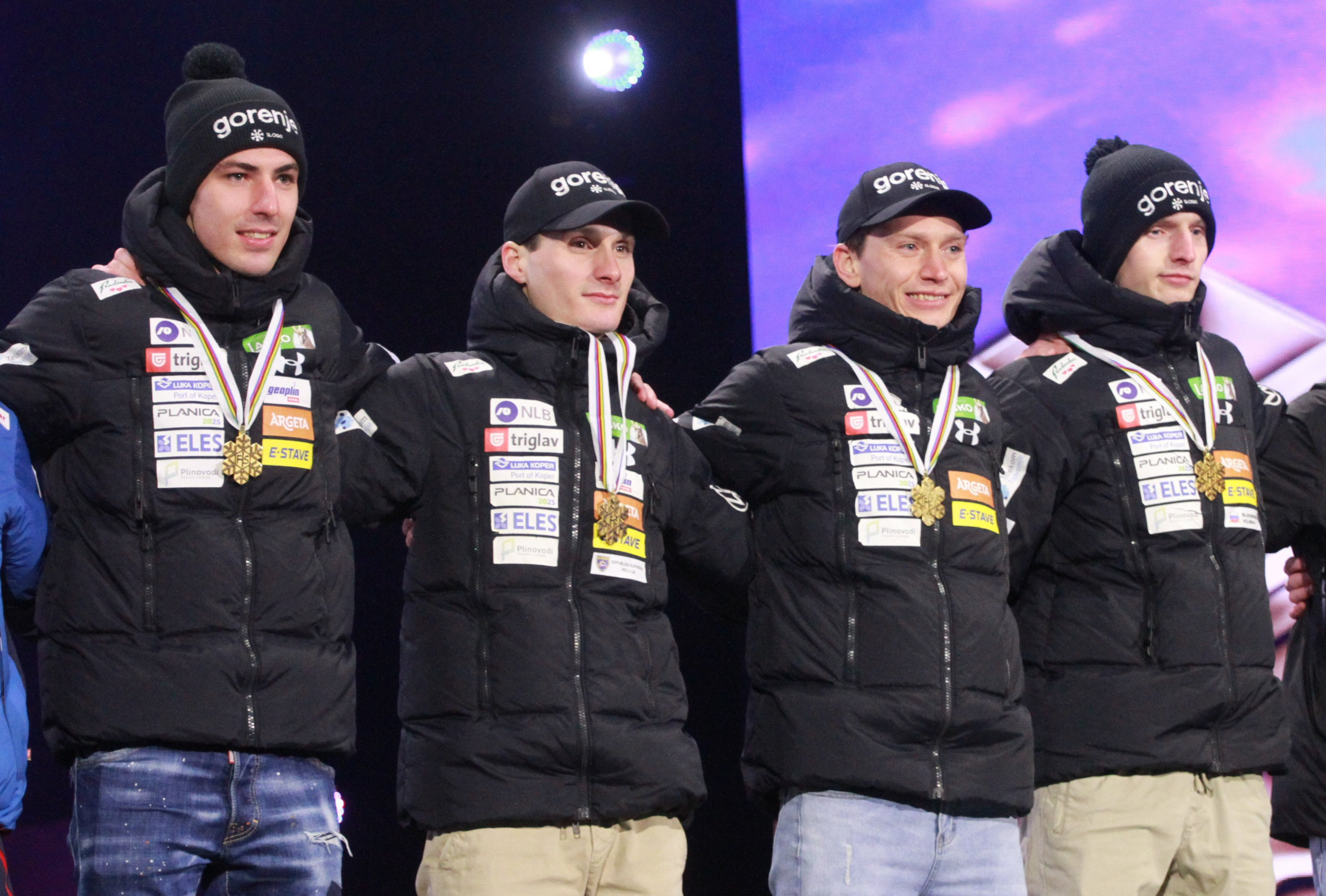
Die slowenische Mannschaft bei der Medaillenvergabe (v. l. n. r.): Timi Zajc, Domen Prevc, Anže Lanišek und Lovro Kos

Weltmeister 2023:  Slowenien | Lovro Kos, Žiga Jelar, Timi Zajc, Anže Lanišek

Olympiasieger 2022:  Österreich | Stefan Kraft, Daniel Huber, Jan Hörl, Manuel Fettner
Datum: 6. März 2025

Großschanze HS 138

### Frauen

#### Normalschanze
| Platz | Land | Sportlerin                 | Weiten [m]    | Punkte |
| ----- | ---- | -------------------------- | ------------- | ------ |
| 1     | SLO  | Nika Prevc                 | 098,0 / 100,0 | 259,2  |
| 2     | GER  | Selina Freitag             | 099,0 / 103,5 | 250,8  |
| 3     | NOR  | Anna Odine Strøm           | 099,0 / 096,5 | 246,8  |
| 4     | NOR  | Eirin Maria Kvandal        | 098,5 / 101,5 | 242,9  |
| 5     | CAN  | Alexandria Loutitt         | 101,0 / 095,5 | 236,7  |
| 5     | CAN  | Abigail Strate             | 104,5 / 094,5 | 236,7  |
| 7     | AUT  | Eva Pinkelnig              | 100,0 / 094,5 | 227,9  |
| 8     | AUT  | Jacqueline Seifriedsberger | 091,0 / 093,5 | 217,4  |
| 9     | JPN  | Yūki Itō                   | 097,0 / 090,0 | 214,2  |
| 10    | GER  | Agnes Reisch               | 092,0 / 099,0 | 213,6  |
|       |      |                            |               |        |
| 11    | AUT  | Lisa Eder                  | 087,0 / 099,0 | 211,0  |
| 19    | GER  | Katharina Schmid           | 090,0 / 086,5 | 190,8  |
| 20    | AUT  | Julia Mühlbacher           | 092,0 / 087,0 | 189,8  |
| 27    | GER  | Juliane Seyfarth           | 090,0 / 085,5 | 175,3  |
| DNS   | GER  | Luisa Görlich              |               |        |

Weltmeisterin 2023:  Katharina Althaus

Olympiasiegerin 2022:  Urša Bogataj
Datum: 28. Februar 2025

Normalschanze HS 102

#### Großschanze
| Platz | Land | Sportlerin                 | Weite [m] | Punkte |
| ----- | ---- | -------------------------- | --------- | ------ |
| 1     | SLO  | Nika Prevc                 | 134,5     | 150,9  |
| 2     | GER  | Selina Freitag             | 131,0     | 136,7  |
| 3     | NOR  | Eirin Maria Kvandal        | 136,0     | 132,4  |
| 4     | AUT  | Eva Pinkelnig              | 126,0     | 125,0  |
| 5     | NOR  | Anna Odine Strøm           | 120,5     | 120,7  |
| 6     | AUT  | Lisa Eder                  | 117,7     | 122,5  |
| 7     | JPN  | Nozomi Maruyama            | 114,3     | 128,0  |
| 8     | AUT  | Jacqueline Seifriedsberger | 114,1     | 119,0  |
| 9     | JPN  | Yūki Itō                   | 112,0     | 120,0  |
| 10    | CAN  | Alexandria Loutitt         | 109,8     | 119,0  |
|       |      |                            |           |        |
| 13    | GER  | Juliane Seyfarth           | 104,3     | 123,0  |
| 14    | GER  | Agnes Reisch               | 098,1     | 115,5  |
| 18    | AUT  | Julia Mühlbacher           | 089,1     | 116,0  |
| 19    | GER  | Katharina Schmid           | 088,1     | 100,5  |

Weltmeisterin 2023:  Alexandria Loutitt

Olympiasiegerin 2022: nicht im Programm
Datum: 7. März 2025
Großschanze HS 138
Der Finaldurchgang wurde nach fünf Springerinnen wegen starkem Wind abgebrochen und nicht gewertet.

#### Team
| Platz | Land | Sportlerinnen                                                                         | Weiten [m]                                              | Punkte |
| ----- | ---- | ------------------------------------------------------------------------------------- | ------------------------------------------------------- | ------ |
| 1     | NOR  | Anna Odine Strøm Ingvild Synnøve Midtskogen Heidi Dyhre Traaserud Eirin Maria Kvandal | 100,5 / 102,0 088,5 / 094,5 094,0 / 089,0 098,5 / 095,0 | 904,5  |
| 2     | AUT  | Lisa Eder Julia Mühlbacher Jacqueline Seifriedsberger Eva Pinkelnig                   | 095,5 / 095,5 089,0 / 091,5 097,5 / 096,0 096,0 / 092,0 | 885,1  |
| 3     | GER  | Juliane Seyfarth Katharina Schmid Agnes Reisch Selina Freitag                         | 093,5 / 079,0 091,5 / 086,0 099,5 / 090,0 095,5 / 096,0 | 846,5  |
| 4     | SLO  | Ema Klinec Tina Erzar Katra Komar Nika Prevc                                          | 090,5 / 088,5 087,5 / 087,0 080,5 / 079,5 102,5 / 090,0 | 792,9  |
| 5     | JPN  | Nozomi Maruyama Yūka Setō Yūki Itō Sara Takanashi                                     | 080,0 / 084,0 087,5 / 089,0 091,5 / 083,0 095,5 / 083,0 | 756,2  |
| 6     | ITA  | Annika Sieff Jessica Malsiner Martina Ambrosi Lara Malsiner                           | 082,5 / 081,0 078,0 / 081,0 078,0 / 078,5 093,5 / 082,0 | 653,6  |
| 7     | USA  | Paige Jones Josie Johnson Sandra Sproch Annika Belshaw                                | 083,5 / 087,5 078,5 / 081,5 069,5 / 070,0 087,5 / 082,0 | 613,7  |
| 8     | CHN  | Weng Yangning Zhou Shiyu Dong Bing Liu Qi                                             | 086,5 / 072,0 070,5 / 075,0 083,0 / 078,5 085,0 / 083,0 | 587,3  |
|       |      |                                                                                       |                                                         |        |
| 9     | FIN  | Jenny Rautionaho Minja Korhonen Heta Hirvonen Julia Kykkänen                          | 080,0 073,5 075,5 079,0                                 | 280,8  |
| 10    | CZE  | Anežka Indráčková Klára Ulrichová Veronika Jenčová Karolína Indráčková                | 070,5 076,5 076,0 077,0                                 | 266,8  |
| 11    | POL  | Joanna Kil Pola Bełtowska Nicole Konderla Anna Twardosz                               | 057,5 077,0 076,5 084,5                                 | 238,9  |
| 12    | KAZ  | Wiktorija Rulewa Anastassija Gorunowa Aljona Swiridenko Weronika Schischkina          | 058,0 064,0 064,0 055,0                                 | 112,9  |

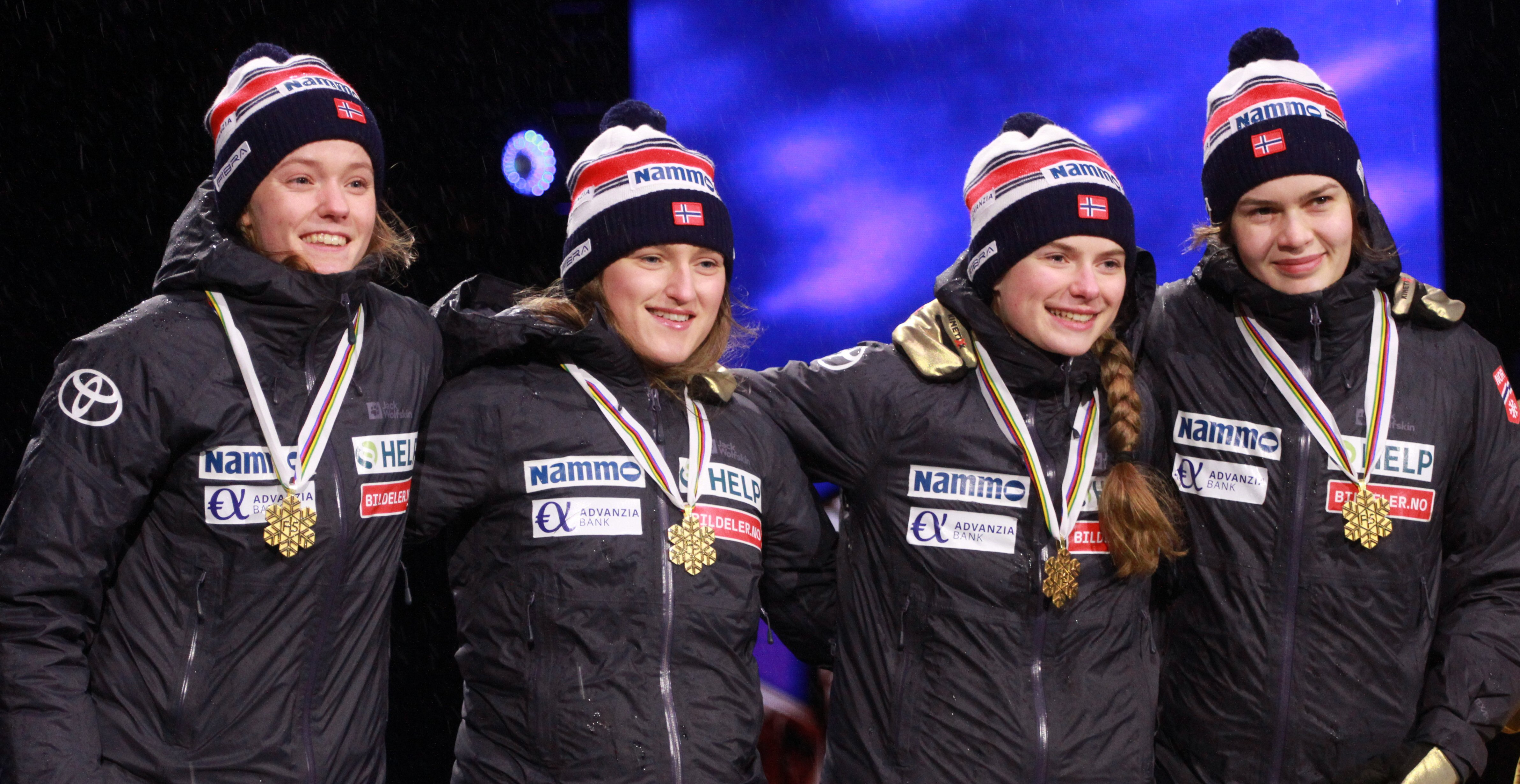
Die norwegische Mannschaft bei der Medaillenvergabe (v. l. n. r.): Eirin Maria Kvandal, Heidi Dyhre Traaserud, Ingvild Synnøve Midtskogen und Anna Odine Strøm

Weltmeisterinnen 2023:  Deutschland | Anna Rupprecht, Luisa Görlich, Selina Freitag, Katharina Althaus

Olympiasiegerinnen 2022: nicht im Programm
Datum: 1. März 2025

Normalschanze HS 102

### Mixed
| Platz | Land | Sportler/innen                                                               | Weiten [m]                                              | Punkte |
| ----- | ---- | ---------------------------------------------------------------------------- | ------------------------------------------------------- | ------ |
| 1     | NOR  | Anna Odine Strøm Marius Lindvik Eirin Maria Kvandal Johann André Forfang     | 121,5 / 132,0 135,0 / 132,5 128,0 / 131,5 134,5 / 135,5 | 1020,4 |
| 2     | SLO  | Ema Klinec Domen Prevc Nika Prevc Anže Lanišek                               | 104,5 / 103,0 130,5 / 138,5 133,5 / 136,0 134,0 / 141,0 | 0959,3 |
| 3     | AUT  | Eva Pinkelnig Stefan Kraft Jacqueline Seifriedsberger Jan Hörl               | 110,0 / 114,5 130,5 / 132,5 117,0 / 117,5 134,0 / 139,0 | 0906,8 |
| 4     | GER  | Katharina Schmid Philipp Raimund Selina Freitag Andreas Wellinger            | 111,5 / 109,0 125,0 / 138,0 123,0 / 120,5 125,5 / 139,0 | 0899,0 |
| 5     | JPN  | Yūki Itō Ren Nikaidō Sara Takanashi Ryōyū Kobayashi                          | 106,0 / 107,5 123,0 / 117,0 108,0 / 103,0 133,5 / 134,0 | 0785,8 |
| 6     | USA  | Paige Jones Kevin Bickner Annika Belshaw Tate Frantz                         | 104,0 / 101,5 121,5 / 122,5 107,5 / 103,5 127,0 / 129,0 | 0739,1 |
| 7     | FIN  | Julia Kykkänen Kasperi Valto Jenny Rautionaho Antti Aalto                    | 091,0 / 096,0 118,0 / 122,0 096,5 / 100,0 126,5 / 127,0 | 0656,0 |
| 8     | POL  | Pola Bełtowska Dawid Kubacki Anna Twardosz Aleksander Zniszczoł              | 083,0 / 089,5 119,5 / 122,5 105,5 / 100,0 118,0 / 123,0 | 0636,9 |
|       |      |                                                                              |                                                         |        |
| 9     | FRA  | Emma Chervet Enzo Milesi Joséphine Pagnier Valentin Foubert                  | 089,5 113,5 092,0 116,0                                 | 0283,3 |
| 9     | ITA  | Annika Sieff Francesco Cecon Lara Malsiner Alex Insam                        | 097,5 104,5 097,0 117,5                                 | 0283,3 |
| 11    | SUI  | Sina Arnet Killian Peier Rea Kindlimann Gregor Deschwanden                   | 077,0 117,0 082,0 128,0                                 | 0258,9 |
| 12    | CHN  | Weng Yangning Zhen Weijie Liu Qi Song Qiwu                                   | 085,0 094,5 102,0 114,5                                 | 0231,3 |
| 13    | CZE  | Klára Ulrichová Daniel Škarka Karolína Indráčková Roman Koudelka             | 086,0 101,5 088,0 102,5                                 | 0202,2 |
| 14    | UKR  | Tetjana Pylyptschuk Witalij Kalinitschenko Schanna Hluchowa Jewhen Marussjak | 060,0 110,5 086,5 112,5                                 | 0198,7 |
| 15    | KAZ  | Weronika Schischkina Ilja Misernych Aljona Swiridenko Danil Wassiljew        | 058,0 102,5 073,0 103,0                                 | 0138,7 |

Weltmeister 2023 (Normalschanze):  Deutschland | Selina Freitag, Karl Geiger, Katharina Althaus, Andreas Wellinger

Olympiasieger 2022 (Normalschanze):  Slowenien | Nika Križnar, Timi Zajc, Urša Bogataj, Peter Prevc
Datum: 5. März 2025

Großschanze HS 138

## Nordische Kombination

### Männer

#### Normalschanze/7,5km Compact
| Platz | Land | Sportler            | Sprung Pkte./Pl. | Lauf Zeit/Pl. | Endzeit [min] |
| ----- | ---- | ------------------- | ---------------- | ------------- | ------------- |
| 1     | NOR  | Jarl Magnus Riiber  | 150,8 / 01.      | 17:13,4 / 17. | 17:13,4       |
| 2     | NOR  | Jens Lurås Oftebro  | 132,3 / 16.      | 16:24,2 / 01. | 17:14,2       |
| 3     | GER  | Vinzenz Geiger      | 140,0 / 06.      | 16:48,5 / 02. | 17:14,5       |
| 4     | GER  | Julian Schmid       | 141,8 / 03.      | 17:05,1 / 10. | 17:17,1       |
| 5     | AUT  | Johannes Lamparter  | 141,4 / 04.      | 17:01,7 / 08. | 17:18,7       |
| 6     | NOR  | Jørgen Graabak      | 138,2 / 08.      | 17:05,4 / 11. | 17:38,4       |
| 7     | GER  | Johannes Rydzek     | 135,3 / 11.      | 17:00,4 / 06. | 17:40,4       |
| 8     | AUT  | Stefan Rettenegger  | 133,0 / 14.      | 16:55,6 / 05. | 17:41,6       |
| 9     | AUT  | Martin Fritz        | 141,2 / 05.      | 17:20,4 / 19. | 17:42,4       |
| 10    | FRA  | Laurent Muhlethaler | 139,0 / 07.      | 17:12,9 / 16. | 17:42,9       |
|       |      |                     |                  |               |               |
| 14    | AUT  | Franz-Josef Rehrl   | 136,5 / 10.      | 17:11,8 / 15. | 17:49,8       |
| 23    | GER  | Manuel Faißt        | 124,7 / 22.      | 17:21,4 / 21. | 18:26,4       |
| 32    | SUI  | Pascal Müller       | 129,7 / 17.      | 18:16,0 / 34. | 19:08,0       |

Weltmeister 2023 (Normalschanze/10 km):  Jarl Magnus Riiber

Olympiasieger 2022 (Normalschanze/10 km):  Vinzenz Geiger
Datum: 1. März 2025
Normalschanze HS 102/7,5 km

#### Großschanze/10km
| Platz | Land | Sportler             | Sprung Pkte./Pl. | Lauf Zeit/Pl. | Endzeit [min] |
| ----- | ---- | -------------------- | ---------------- | ------------- | ------------- |
| 1     | NOR  | Jarl Magnus Riiber   | 158,5 / 01.      | 24:57,5 / 13. | 24:57,5       |
| 2     | NOR  | Jørgen Graabak       | 130,5 / 07.      | 24:16,2 / 04. | 26:08,2       |
| 3     | GER  | Vinzenz Geiger       | 123,9 / 09.      | 23:50,6 / 02. | 26:08,6       |
| 4     | NOR  | Jens Lurås Oftebro   | 122,7 / 12.      | 23:46,5 / 01. | 26:09,5       |
| 5     | FIN  | Ilkka Herola         | 129,9 / 08.      | 24:18,9 / 05. | 26:12,9       |
| 6     | GER  | Julian Schmid        | 135,6 / 04.      | 24:53,1 / 11. | 26:25,1       |
| 7     | AUT  | Johannes Lamparter   | 134,6 / 05.      | 24:50,6 / 09. | 26:26,6       |
| 8     | JPN  | Ryōta Yamamoto       | 140,1 / 02.      | 26:01,1 / 27. | 27:15,1       |
| 9     | NOR  | Simen Tiller         | 133,7 / 06.      | 25:40,0 / 26. | 27:19,0       |
| 10    | GER  | Wendelin Thannheimer | 123,4 / 10.      | 25:03,1 / 16. | 27:23,1       |
|       |      |                      |                  |               |               |
| 12    | AUT  | Fabio Obermeyr       | 109,2 / 22.      | 24:10,5 / 03. | 27:27,5       |
| 14    | GER  | Johannes Rydzek      | 118,7 / 15.      | 24:54,8 / 12. | 27:33,8       |
| 16    | AUT  | Stefan Rettenegger   | 107,9 / 24.      | 24:39,8 / 08. | 28:01,8       |
| 17    | AUT  | Franz-Josef Rehrl    | 117,5 / 16.      | 25:37,5 / 24. | 28:22,5       |
| 28    | SUI  | Pascal Müller        | 119,5 / 14.      | 27:05,5 / 41. | 29:41,5       |

Weltmeister 2023:  Jarl Magnus Riiber

Olympiasieger 2022:  Jørgen Graabak
Datum: 8. März 2025
Großschanze HS 138/10 km

#### Team
| Platz | Land | Sportler                                                                           | Sprung Pkte./Pl. | Lauf Zeit/Pl. | Endzeit [min] |
| ----- | ---- | ---------------------------------------------------------------------------------- | ---------------- | ------------- | ------------- |
| 1     | GER  | Johannes Rydzek Wendelin Thannheimer Vinzenz Geiger Julian Schmid                  | 506,7 / 02.      | 50:35,7 / 02. | 50:37,5       |
| 2     | AUT  | Fabio Obermeyr Franz-Josef Rehrl Martin Fritz Johannes Lamparter                   | 508,9 / 01.      | 50:44,5 / 03. | 50:44,5       |
| 3     | NOR  | Simen Tiller Jørgen Graabak Jens Lurås Oftebro Jarl Magnus Riiber                  | 406,6 / 05.      | 50:35,5 / 01. | 52:17,5       |
| 4     | FIN  | Otto Niittykoski Wille Karhumaa Eero Hirvonen Ilkka Herola                         | 422,7 / 04.      | 51:20,4 / 04. | 52:46,4       |
| 5     | JPN  | Akito Watabe Sora Yachi Yoshito Watabe Ryōta Yamamoto                              | 480,8 / 03.      | 53:25,6 / 07. | 53:53,6       |
| 6     | ITA  | Manuel Senoner Aaron Kostner Raffaele Buzzi Alessandro Pittin                      | 346,1 / 08.      | 51:33,8 / 05. | 54:16,8       |
| 7     | FRA  | Marco Heinis Edgar Vallet Gaël Blondeau Laurent Muhlethaler                        | 372,1 / 06.      | 52:06,1 / 06. | 54:23,1       |
| 8     | USA  | Erik Lynch Stephen Schumann Niklas Malacinski Ben Loomis                           | 347,0 / 07.      | 54:53,3 / 08. | 57:35,3       |
| 9     | UKR  | Dmytro Masurtschuk Oleksandr Schumbarets Oleksandr Schowkopljas Ruslan Schumanskyj | 264,4 / 09.      | 56:55,4 / 09. | 1:01:00,4     |

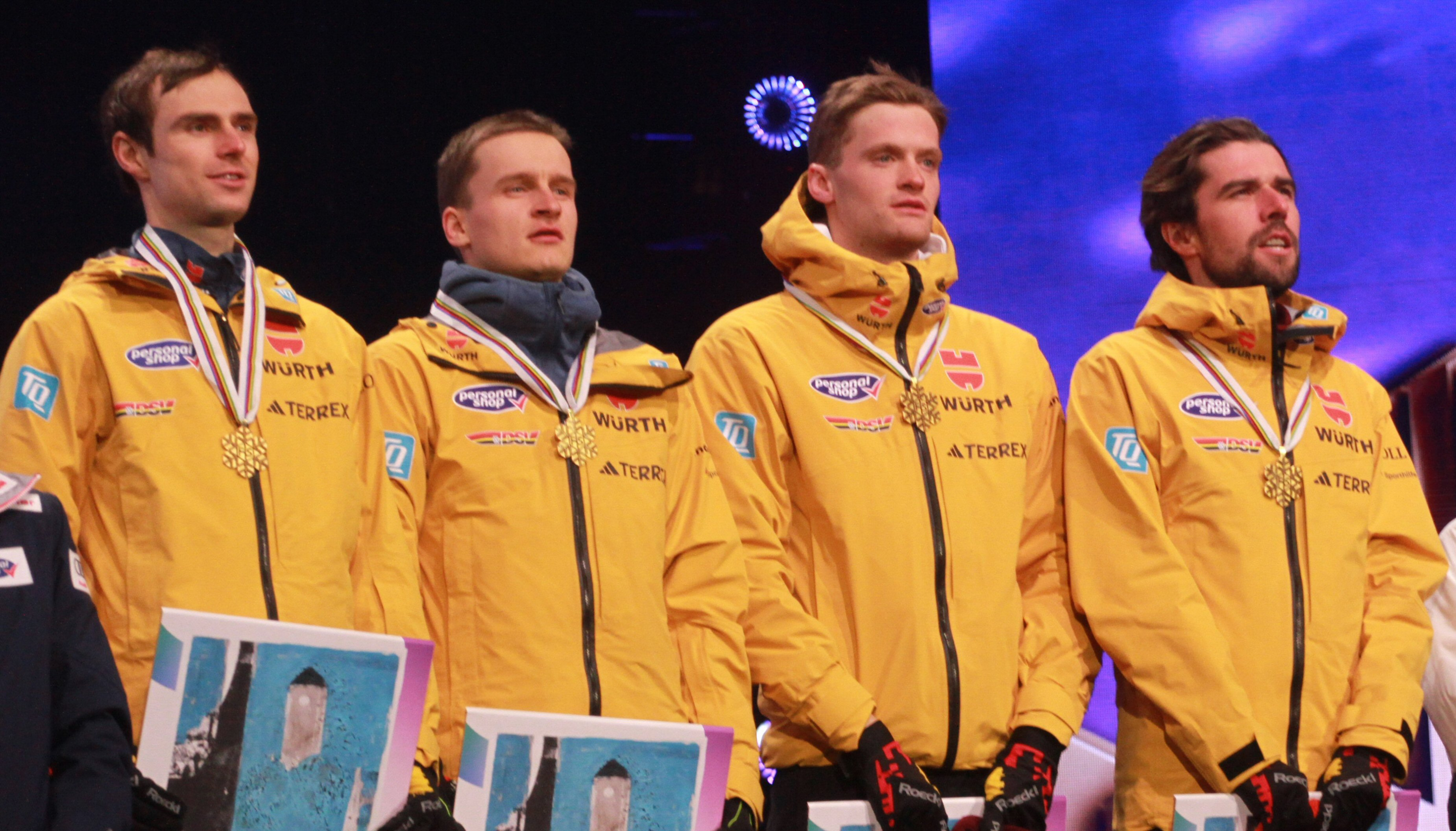
Die deutsche Mannschaft bei der Medaillenvergabe (v. l. n. r.): Vinzenz Geiger, Julian Schmid, Wendelin Thannheimer und Johannes Rydzek

Weltmeister 2023:  Norwegen | Espen Andersen, Jens Lurås Oftebro, Jørgen Graabak, Jarl Magnus Riiber

Olympiasieger 2022:  Norwegen | Jørgen Graabak, Jens Lurås Oftebro, Espen Bjørnstad, Espen Andersen
Datum: 6. März 2025
Großschanze HS 138/4 × 5 km

### Frauen

#### Normalschanze/5 km
| Platz | Land | Sportlerinnen        | Sprung Pkte./Pl. | Lauf Zeit/Pl. | Endzeit [min] |
| ----- | ---- | -------------------- | ---------------- | ------------- | ------------- |
| 1     | NOR  | Gyda Westvold Hansen | 104,8 / 05.      | 12:30,9 / 03. | 13:42,9       |
| 2     | NOR  | Ida Marie Hagen      | 106,6 / 03.      | 12:44,5 / 04. | 13:49,5       |
| 3     | AUT  | Lisa Hirner          | 110,0 / 02.      | 13:00,4 / 08. | 13:50,4       |
| 4     | NOR  | Ingrid Låte          | 122,8 / 01.      | 14:16,3 / 33. | 14:16,3       |
| 5     | GER  | Jenny Nowak          | 104,6 / 06.      | 13:11,0 / 11. | 14:24,0       |
| 6     | JPN  | Yuna Kasai           | 100,5 / 09.      | 12:55,3 / 07. | 14:24,3       |
| 7     | JPN  | Haruka Kasai         | 101,7 / 07.      | 13:10,0 / 10. | 14:34,0       |
| 8     | GER  | Nathalie Armbruster  | 088,3 / 20.      | 12:27,5 / 01. | 14:45,5       |
| 9     | NOR  | Marte Leinan Lund    | 088,9 / 19.      | 12:30,6 / 02. | 14:46,6       |
| 10    | SLO  | Ema Volavšek         | 093,3 / 13.      | 12:51,0 / 05. | 14:47,0       |
|       |      |                      |                  |               |               |
| 13    | GER  | Maria Gerboth        | 101,0 / 08.      | 13:44,9 / 23. | 15:11,9       |
| 15    | AUT  | Claudia Purker       | 092,5 / 17.      | 13:21,9 / 19. | 15:22,9       |
| 18    | AUT  | Annalena Slamik      | 099,8 / 10.      | 14:21,6 / 34. | 15:53,6       |
| 20    | GER  | Ronja Loh            | 095,7 / 12.      | 14:13,3 / 31. | 16:01,3       |
| 27    | AUT  | Katharina Gruber     | 072,4 / 28.      | 13:48,1 / 26. | 17:10,1       |

Weltmeisterin 2023:  Gyda Westvold Hansen

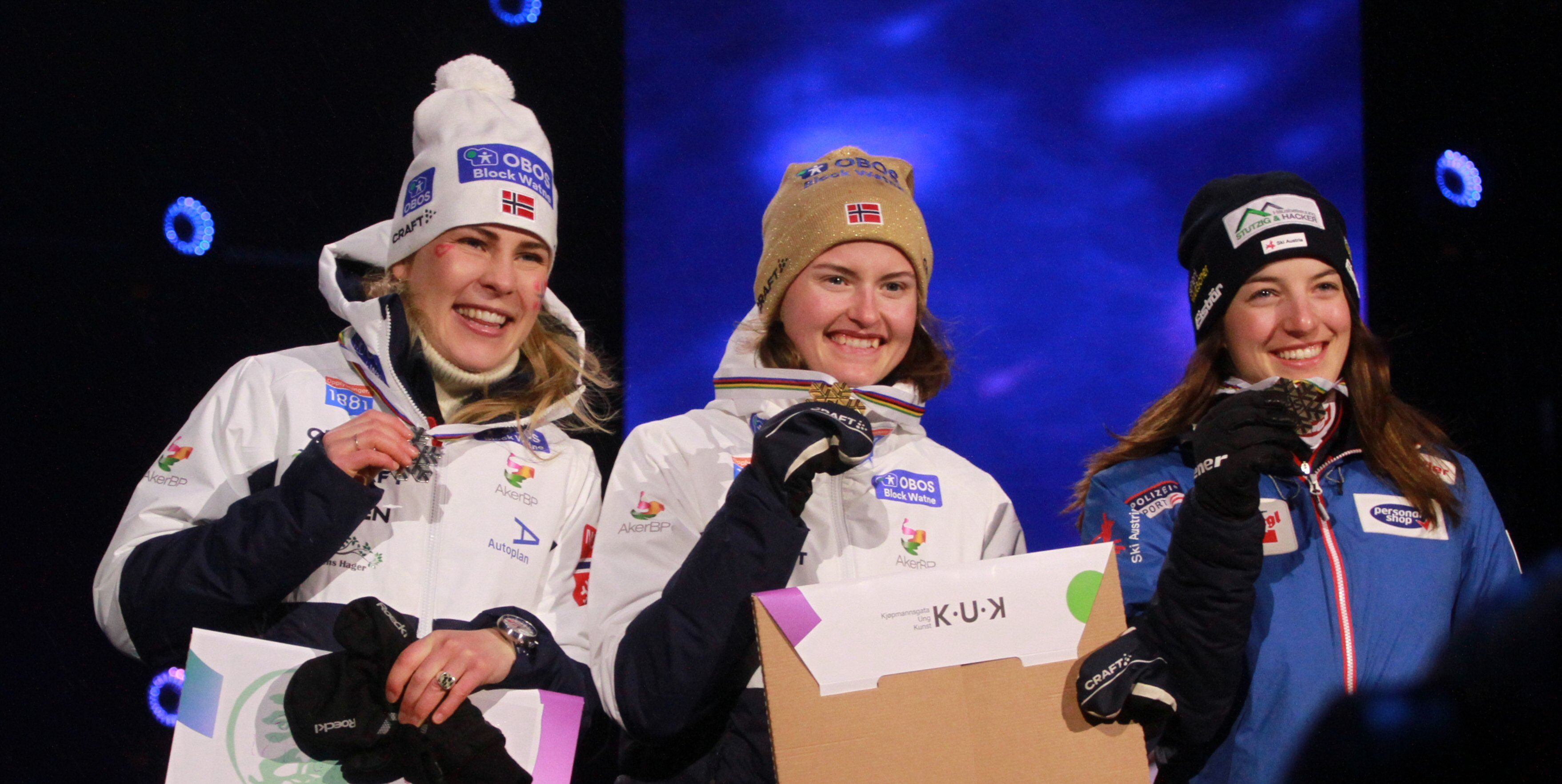
Die Medaillengewinnerinnen (v. l. n. r.): Ida Marie Hagen, Gyda Westvold Hansen und Lisa Hirner

Olympiasiegerin 2022: nicht im Programm
Datum: 2. März 2025
Normalschanze HS 102/5 km

#### 5 km Massenstart/Normalschanze
| Platz | Land | Sportlerinnen        | Lauf Zeit/Pl. | Sprung Pkte./Pl. | Endpunkte [Pkte.] |
| ----- | ---- | -------------------- | ------------- | ---------------- | ----------------- |
| 1     | JPN  | Yuna Kasai           | 13:39,9 / 03. | 121,9 / 03.      | 121,0             |
| 2     | NOR  | Gyda Westvold Hansen | 13:36,3 / 01. | 118,7 / 06.      | 118,7             |
| 3     | JPN  | Haruka Kasai         | 14:02,9 / 08. | 122,3 / 02.      | 115,6             |
| 4     | USA  | Alexa Brabec         | 13:54,6 / 07. | 116,0 / 08.      | 111,4             |
| 5     | GER  | Jenny Nowak          | 14:08,0 / 11. | 119,1 / 05.      | 111,2             |
| 6     | GER  | Nathalie Armbruster  | 13:40,5 / 04. | 110,0 / 09.      | 108,9             |
| 7     | AUT  | Lisa Hirner          | 14:31,8 / 14. | 119,6 / 04.      | 105,7             |
| 8     | NOR  | Marte Leinan Lund    | 13:38,3 / 02. | 102,6 / 13.      | 102,1             |
| 9     | NOR  | Ingrid Låte          | 15:56,2 / 32. | 129,0 / 01.      | 94,0              |
| 10    | NOR  | Ida Marie Hagen      | 13:43,3 / 05. | 095,6 / 17.      | 93,8              |
|       |      |                      |               |                  |                   |
| 13    | AUT  | Annalena Slamik      | 15:37,6 / 29. | 116,4 / 07.      | 86,1              |
| 14    | AUT  | Claudia Purker       | 14:38,7 / 17. | 101,0 / 14.      | 85,4              |
| 17    | GER  | Trine Göpfert        | 15:09,1 / 23. | 103,3 / 12.      | 80,1              |
| 21    | GER  | Maria Gerboth        | 15:50,7 / 30. | 104,7 / 10.      | 71,7              |
| 22    | AUT  | Katharina Gruber     | 15:11,6 / 26. | 090,9 / 22.      | 67,1              |

Weltmeisterin 2023: nicht im Programm

Olympiasiegerin 2022: nicht im Programm
Datum: 27. Februar 2025
5 km/Normalschanze HS102

### Mixed
| Platz | Land | Sportler/innen                                                             | Sprung Pkte./Pl. | Lauf Zeit/Pl. | Endzeit [min] |
| ----- | ---- | -------------------------------------------------------------------------- | ---------------- | ------------- | ------------- |
| 1     | NOR  | Jens Lurås Oftebro Gyda Westvold Hansen Ida Marie Hagen Jarl Magnus Riiber | 471,9 / 01.      | 36:37,5 / 01. | 36:37,5       |
| 2     | GER  | Julian Schmid Jenny Nowak Nathalie Armbruster Vinzenz Geiger               | 443,9 / 03.      | 37:26,3 / 02. | 37:54,3       |
| 3     | AUT  | Stefan Rettenegger Claudia Purker Lisa Hirner Johannes Lamparter           | 426,9 / 04.      | 37:47,6 / 05. | 38:32,6       |
| 4     | JPN  | Akito Watabe Yuna Kasai Haruka Kasai Ryōta Yamamoto                        | 458,3 / 02.      | 38:18,8 / 07. | 38:32,6       |
| 5     | FIN  | Eero Hirvonen Minja Korhonen Heta Hirvonen Ilkka Herola                    | 358,8 / 08.      | 37:33,0 / 04. | 39:26,0       |
| 6     | FRA  | Gaël Blondeau Léna Brocard Marion Droz Vincent Laurent Muhlethaler         | 359,9 / 07.      | 38:06,0 / 06. | 39:58,0       |
| 7     | SLO  | Vid Vrhovnik Ema Volavšek Tia Malovrh Gašper Brecl                         | 374,6 / 06.      | 38:21,6 / 08. | 39:58,6       |
| 8     | ITA  | Aaron Kostner Daniela Dejori Veronica Gianmoena Alessandro Pittin          | 309,8 / 09.      | 37:27,1 / 03. | 40:09,1       |
| 9     | USA  | Niklas Malacinski Alexa Brabec Annika Malacinski Ben Loomis                | 393,8 / 05.      | 39:24,3 / 09. | 40:42,3       |
| 10    | CZE  | Jan Vytrval Tereza Koldovská Jolana Hradilová Jiří Konvalinka              | 248,7 / 10.      | 40:14,9 / 10. | 43:57,9       |

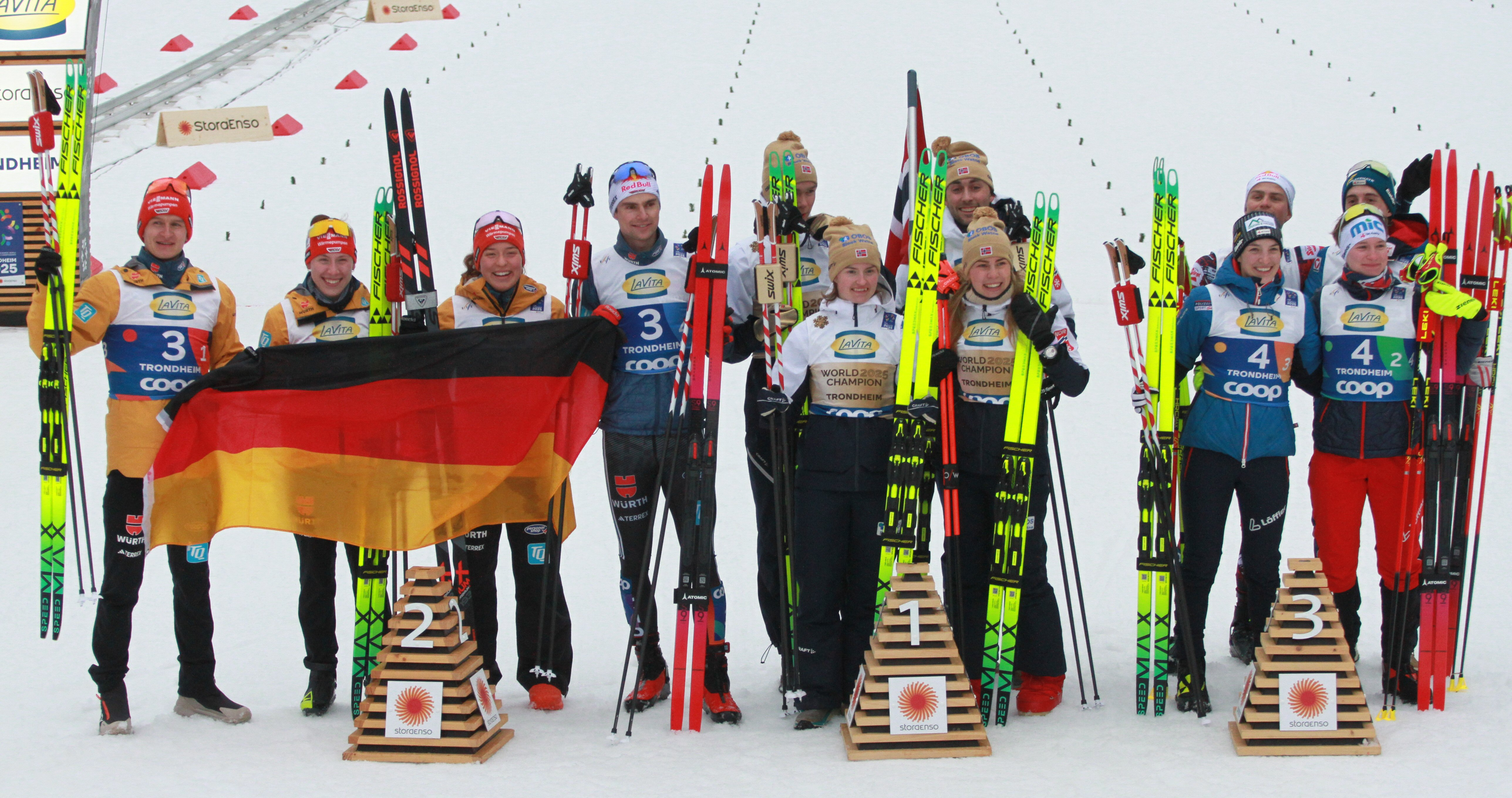
Die Medaillengewinner im Zielraum

Weltmeister 2023:  Norwegen | Jens Lurås Oftebro, Ida Marie Hagen, Gyda Westvold Hansen, Jarl Magnus Riiber

Olympiasieger 2022: nicht im Programm
Datum: 28. Februar 2025
Normalschanze HS 102/2 × 5 km + 2 × 2,5 km

## Para-Skilanglauf

### Männer

#### Sprint klassisch sitzend
| Platz | Land | Sportler                   | Klasse / Faktor [%] | Zeit [min]   |
| ----- | ---- | -------------------------- | ------------------- | ------------ |
| 1     | BRA  | Cristian Westemaier Ribera | LW11/ 093 %         | 2:25,20 (F)  |
| 2     | UKR  | Pawlo Bal                  | LW11,5/ 096 %       | 2:31,38 (F)  |
| 3     | KAZ  | Jerbol Chamitow            | LW12 / 100 %        | 2:32,45 (F)  |
| 4     | UKR  | Wassyl Krawtschuk          | LW11,5/ 096 %       | 2:35,08 (F)  |
| 5     | UKR  | Oleksandr Aleksyk          | LW12 / 100 %        | 2:35,31 (F)  |
| 6     | SWE  | Arnt Christian Furuberg    | LW11,5/ 096 %       | 2:50,24 (F)  |
|       |      |                            |                     |              |
| 7     | USA  | Daniel Cnossen             | LW12 / 100 %        | 2:38,35 (HF) |
| 8     | ITA  | Giuseppe Romele            | LW11,5/ 096 %       | 2:47,25 (HF) |
| 9     | ITA  | Michele Biglione           | LW12 / 100 %        | 2:43,43 (HF) |
| 10    | KOR  | Jeong Jae-seok             | LW10,5 / 087 %      | 2:52,83 (HF) |
| 11    | UKR  | Wolodymyr Tschernysch      | LW12 / 100 %        | 2:53,13 (HF) |
| 12    | POL  | Krzysztof Plewa            | LW12 / 100 %        | 2:50,61 (HF) |

Weltmeister 2023 (Para-WM):  Jerbol Chamitow

Paralympicssieger 2022:  Zheng Peng

Datum: 5. März 2025

#### Sprint klassisch stehend
| Platz | Land | Sportler                | Klasse / Faktor [%] | Zeit [min]   |
| ----- | ---- | ----------------------- | ------------------- | ------------ |
| 1     | FRA  | Karl Tabouret           | LW3 / 086 %         | 3:46,86 (F)  |
| 2     | JPN  | Taiki Kawayoke          | LW5/7 / 081 %       | 3:50,07 (F)  |
| 3     | FRA  | Benjamin Daviet         | LW2 / 092 %         | 3:42,96 (F)  |
| 4     | NOR  | Kjartan Haugen          | LW4 / 097 %         | 3:57,39 (F)  |
| 5     | GER  | Sebastian Marburger     | LW2 / 092 %         | 4:00,22 (F)  |
| 6     | JPN  | Yoshihiro Nitta         | LW8 / 092 %         | 4:09,20 (F)  |
|       |      |                         |                     |              |
| 7     | KAZ  | Alexander Gerliz        | LW6 / 090 %         | 3:52,90 (HF) |
| 8     | UKR  | Serafym Drahun          | LW8 / 092 %         | 3:34,15 (HF) |
| 9     | KAZ  | Nurlan Alimow           | LW6 / 090 %         | 4:15,58 (HF) |
| 10    | AUT  | Stefan Egger-Riedmüller | LW4 / 097 %         | 3:45,56 (HF) |
| 11    | UKR  | Hryhorij Wowtschynskyj  | LW8 / 092 %         | 3:52,39 (HF) |
| 12    | MGL  | Batmönchiin Ganbold     | LW6 / 090 %         | DNS (HF)     |
|       |      |                         |                     |              |
| 14    | GER  | Marco Maier             | LW8 / 092 %         | 3:42,99 (Q)  |

Weltmeister 2023 (Para-WM):  Marco Müller

Paralympicssieger 2022:  Benjamin Daviet

Datum: 5. März 2025

#### Sprint klassisch sehbehindert
| Platz | Land | Sportler                                     | Klasse / Faktor [%] | Zeit [min]   |
| ----- | ---- | -------------------------------------------- | ------------------- | ------------ |
| 1     | SWE  | Zebastian Modin Guide: Emil Jönsson Haag     | B1/ 088 %           | 3:25,08 (F)  |
| 2     | USA  | Jake Adicoff Guide: Peter Wolter             | B3 / 100 %          | 3:29,52 (F)  |
| 3     | FIN  | Inkki Inola Guide: Arttu Kaario              | B3 / 100 %          | 3:37,10 (F)  |
| 4     | NOR  | Thomas Oxaal Guide: Geir Lervik              | B3 / 100 %          | 3:40,93 (F)  |
|       |      |                                              |                     |              |
| 5     | UKR  | Dmytro Sujarko Guide: Oleksandr Nykonowytsch | B3 / 100 %          | 3:08,81 (HF) |
| 6     | UKR  | Jaroslaw Reschetynskyj Guide: Dmytro Drahun  | B3 / 100 %          | 3:37,22 (HF) |
| 7     | GER  | Theo Bold Guide: Jakob Bold                  | B3 / 100 %          | 3:37,30 (HF) |
| 8     | GER  | Lennart Mattis Volkert Guide: Nils Kolb      | B3 / 100 %          | 3:24,76 (HF) |
|       |      |                                              |                     |              |
| 11    | GER  | Nico Messinger Guide: Christian Winker       | B3 / 100 %          | 3:51,75 (Q)  |

Weltmeister 2023 (Para-WM):  Jake Adicoff (Guide: Sam Wood)

Paralympicssieger 2022:  Brian McKeever (Guide: Russel Kennedy)

Datum: 5. März 2025

### Frauen

#### Sprint klassisch sitzend
| Platz | Land | Sportlerin        | Klasse / Faktor [%] | Zeit [min]  |
| ----- | ---- | ----------------- | ------------------- | ----------- |
| 1     | KOR  | Kim Yun-ji        | LW10,5 / 087 %      | 3:04,35 (F) |
| 2     | USA  | Kendall Gretsch   | LW11,5 / 096 %      | 3:07,34 (F) |
| 3     | GER  | Anja Wicker       | LW10 / 086 %        | 3:09,75 (F) |
| 4     | GER  | Merle Marie Menje | LW11 / 093 %        | 3:25,41 (F) |
| 5     | KOR  | Han Seung-hee     | LW10 / 086 %        | 3:25,96 (F) |
| 6     | NOR  | Indira Liseth     | LW11 / 093 %        | RAL (F)     |

Weltmeisterin 2023 (Para-WM):  Aline Dos Santos Rocha

Paralympicssiegerin 2022:  Yang Hongqiong

Datum: 5. März 2025

#### Sprint klassisch stehend
| Platz | Land | Sportlerin          | Klasse / Faktor [%] | Zeit [min]   |
| ----- | ---- | ------------------- | ------------------- | ------------ |
| 1     | NOR  | Vilde Nilsen        | LW4 / 097 %         | 3:52,92 (F)  |
| 2     | CAN  | Natalie Wilkie      | LW8 / 092 %         | 3:53,13 (F)  |
| 3     | USA  | Sydney Peterson     | LW9 / 088 %         | 4:07,39 (F)  |
| 4     | JPN  | Yurika Abe          | LW6 / 090 %         | 4:29,37 (F)  |
| 5     | SWE  | Ellen Westerlund    | LW9 / 088 %         | 4:32,08 (F)  |
| 6     | USA  | Danielle Aravich    | LW8 / 092 %         | 4:41,22 (F)  |
|       |      |                     |                     |              |
| 7     | UKR  | Oleksandra Kononowa | LW8 / 092 %         | 4:17,74 (HF) |
| 8     | UKR  | Ljudmyla Ljaschenko | LW8 / 092 %         | 4:13,04 (HF) |
| 9     | GER  | Kathrin Marchand    | LW9 / 088 %         | 4:22,55 (HF) |
| 10    | UKR  | Iryna Buj           | LW8 / 092 %         | 4:19,66 (HF) |
| 11    | SWE  | Alice Morelius      | LW8 / 092 %         | 4:26,62 (HF) |
| 12    | UKR  | Bohdana Konaschuk   | LW8 / 092 %         | DNS (HF)     |

Weltmeisterin 2023 (Para-WM):  Natalie Wilkie

Paralympicssiegerin 2022:  Natalie Wilkie

Datum: 5. März 2025

#### Sprint klassisch sehbehindert
| Platz | Land | Sportlerin                                     | Klasse / Faktor [%] | Zeit [min]   |
| ----- | ---- | ---------------------------------------------- | ------------------- | ------------ |
| 1     | AUT  | Carina Edlinger Guide: Jakob Kainz             | B3 / 100 %          | 3:58,16 (F)  |
| 2     | CZE  | Simona Bubeníčková Guide: David Šrůtek         | B1 / 088 %          | 4:02,09 (F)  |
| 3     | GER  | Leonie Walter Guide: Christian Krasman         | B2 / 097 %          | 4:10,52 (F)  |
| 4     | GER  | Linn Kazmaier Guide: Florian Baumann           | B3 / 100 %          | 4:15,45 (F)  |
|       |      |                                                |                     |              |
| 5     | GER  | Johanna Recktenwald Guide: Robin Wunderle      | B2 / 097 %          | 3:53,33 (HF) |
| 6     | UKR  | Oksana Schyschkowa Guide: Artem Kasarjan       | B3 / 100 %          | 4:29,35 (HF) |
| 7     | UKR  | Natalija Tkatschenko Guide: Iwan Martschyschak | B3 / 100 %          | 4:42,93 (HF) |
| 8     | POL  | Aneta Kobryń Guide: Bartłomiej Puto            | B2 / 097 %          | 4:10,85 (HF) |

Weltmeisterin 2023 (Para-WM):  Carina Edlinger (Guide: Tobias Eberhard)

Paralympicssiegerin 2022:  Carina Edlinger (Guide: Josef Lorenz)

Datum: 5. März 2025

## Preisgelder
Der Veranstalter kündigte im Frühjahr 2024 die erstmalige Auszahlung gleich hoher Preisgelder für Frauen und Männer an. Diese Mitteilung wurde bekannt gegeben, ohne dass der Veranstalter sich mit der FIS darüber geeinigt hatte. Laut Organisatorin Åsne Havnelid bestand die Bereitschaft, die Gelder auch ohne entsprechende Deckung durch den Weltskiverband auszuzahlen.

## Kontroversen

### Nordische Kombination
Nach dem Einzelwettkampf der Nordischen Kombinierer am 1. März legte der DSV Protest gegen Silbermedaillengewinner Jens Lurås Oftebro ein, weil dieser zweimal die Strecke verlassen hatte. Die FIS nahm die Eingabe jedoch nicht an. Jarl Magnus Riiber, der zunächst davon ausging, dass sich der Protest auf ihn bezog, bezeichnete das Verhalten des DSV als „widerlich“. Der ehemalige deutsche Skispringer und jetzige TV-Experte Sven Hannawald warf Riiber wiederum vor, einen augenscheinlich regelwidrigen Sprunganzug getragen zu haben.
Der norwegische Kombinierer Jørgen Graabak wurde wegen einer nicht regelkonformen Skibindung im Mannschaftswettbewerb disqualifiziert. Graabaks Ski mussten nach einem Prostest noch einmal zur Prüfung vorgelegt werden, jedoch war zuvor eine andere, regelkonforme Bindung angebracht worden. Edgar Fossheim, Leiter des norwegischen Komitees der norwegischen Kombinierer, widersprach dem Vorwurf eines absichtlichen Betruges. Rennleiter Lasse Ottesen bestätigte im Nachhinein, dass die Bindung manipuliert war, ohne jedoch auf mögliche Verursacher einzugehen.
Aufgrund der Vorfälle im Skispringen übergab der norwegische Skiverband am 10. März alle Sprunganzüge, die in der Nordischen Kombination und dem Spezialspringen verwendet wurden, zwecks Untersuchung der Vorgänge an die FIS. Diese meldete drei Tage später, dass keine Unregelmäßigkeiten bei der Ausrüstung aus der Nordischen Kombination sowie bei den Anzügen der Spezialspringerinnen festgestellt worden sind.
Die FIS führte infolge der Kontroversen um Graabak eine Untersuchung gegen Truls Sønstehagen Johansen, den Cheftrainer der Kombinierer, durch. Ihm konnte jedoch kein absichtlicher Regelbruch nachgewiesen werden.

### Skispringen
Vor dem Skispringen der Männer auf der Großschanze am 8. März wurde von einem polnischen Journalisten ein heimlich aufgenommenes Video veröffentlicht, in dem zu sehen ist, wie bereits registrierte Sprunganzüge unter Aufsicht des norwegischen Cheftrainers Magnus Brevig umgenäht und verstärkt werden. Seitens der Verbände von Österreich, Polen und Slowenien wurde daraufhin Protest bei der FIS eingelegt und gefordert, alle norwegischen WM-Ergebnisse des Skispringens und der Nordischen Kombination bei den Frauen und Männern zu annullieren. Der DSV schloss sich dem nicht an, Sportdirektor Horst Hüttel und Cheftrainer Stefan Horngacher kritisierten jedoch ebenso die vermeintlichen Manipulationen. Vom polnischen Cheftrainer Thomas Thurnbichler sowie dem Norwegischen Rundfunk (NRK) wurden die Änderungen der Anzüge mit Doping verglichen, Janne Ahonen zog Parallelen zum Dopingskandal bei der WM 2001. Materialkontrolleur Christian Kathol und Jan-Erik Aalbu, Sportdirektor des Skispringens Norwegen, bestritten zunächst einen Betrug. Marius Lindvik und Johann André Forfang, die beim Wettkampf die Plätze zwei und fünf belegt hatten, wurden diese Ergebnisse kurz nach der Veranstaltung aberkannt. Kristoffer Eriksen Sundal war bereits nach dem ersten Durchgang disqualifiziert worden. Einen Tag später gestanden Aalbu und Brevig die Manipulationen ein. Darüber hinaus erhob Sven Hannawald den Vorwurf, dass auch der Sprunganzug von Anna Odine Strøm augenscheinlich nicht regelkonform war. Deren Teamkollegin Ingvild Synnøve Midtskogen war in beiden Einzelwettbewerben aufgrund ihres Anzugs disqualifiziert worden. Strøm hatte sich während der WM gegen die geltenden strengeren Anzugregeln ausgesprochen und diese als Gefahr bezeichnet.
Auch hochrangige Vertreterinnen des norwegischen Skiverbandes sowie die norwegische Kultur- und Gleichstellungsministerin Lubna Jaffery kritisierten die Manipulationen. Die betroffenen Springer Lindvik und Forfang äußerten im Rahmen einer Pressekonferenz, nicht von den Anzugänderungen gewusst zu haben. Sven Hannawald und Andreas Wellinger zogen diese Darstellung in Zweifel. Infolge der Vorgänge zogen sich das Versicherungsunternehmen Help sowie Toyota und Nammo als Sponsoren des norwegischen Teams zurück.
Magnus Brevig und Servicetechniker Adrian Livelten, der die Anzugänderungen vorgenommen hatte, wurden mit sofortiger Wirkung suspendiert, teilte der Generalsekretär des norwegischen Skiverbandes, Ola Keul, mit. Beide hätten dieser Entscheidung bereits zugestimmt, was bedeute, dass sie „bis auf Weiteres“ nicht für den norwegischen Skiverband tätig sein werden. Aalbu verblieb im Amt. Dem Slowenen Bine Norčič, bis dahin als Assistenztrainer der Norweger tätig, wurde die Nachfolge Brevigs übertragen. Kurz vor der Raw Air 2025 zog er sich jedoch von diesem Posten zurück, um die norwegische Auswahl für den Continental-Cup zu betreuen. Anders Fannemel wurde daraufhin Interimstrainer.
Am 10. März übergab der norwegische Skiverband alle Anzüge, die beim Skispringen und der Nordischen Kombination verwendet wurden, zwecks Untersuchung der Vorgänge an die FIS. Am 11. März berichtete der NRK, dass Assistenztrainer Thomas Lobben, der nach Brevigs Aussage ebenfalls in den Fall verwickelt war, auch suspendiert wurde.
Laut einem Bericht des norwegischen Fernsehsenders TV2 wurde der Verdacht laut, Marius Lindvik habe beim Springen auf der Normalschanze eine manipulierte Bindung benutzt. Auch Thomas Thurnbichler äußerte ähnliche Vermutungen.
Lindvik und Forfang sowie Robert Johansson, Kristoffer Eriksen Sundal und Robin Pedersen wurden kurz vor der Raw Air suspendiert.
Die ehemaligen norwegischen Springer Daniel-André Tande, Johan Remen Evensen und Anders Jacobsen berichteten ebenfalls von Betrugsfällen, in die sowohl die norwegische als auch andere Mannschaften verwickelt waren. Später sprachen Fredrik Bjerkeengen, Andreas Küttel und Janne Ahonen gleichfalls über absichtliche und selbst begangene Regelverstöße im Skispringen. Bjerkeengen beschuldigte auch Clas Brede Bråthen, entgegen dessen Beteuerungen, der Mitwisserschaft. Der ehemalige norwegische Cheftrainer Alexander Stöckl äußerte sich nicht zu den Vorwürfen. Tande warf der FIS außerdem vor, Manipulationen aus kommerziellen Gründen zu ignorieren. Severin Freund widersprach dieser Äußerung.
Am 12. März 2025 wurden vom polnischen Portal Sport.pl außerdem heimlich entstandene Aufnahmen aus dem Mannschaftsquartier der Österreicher in Trondheim veröffentlicht. Der ÖSV-Mannschaft war zu Beginn des Jahres 2025 ebenfalls Betrug vorgeworfen worden.
Am 13. März trat Stine Korsen als Vorsitzende des Skisprungkomitees zurück. Am selben Tag erklärte die FIS, dass an den Anzügen der Springerinnen keine Unregelmäßigkeiten festgestellt worden seien.
Als Reaktion auf die Vorkommnisse wurde den Springerinnen und Springern bis Saisonende nur die Verwendung zweier bereits kontrollierter Anzüge gewährt. Diese sollten außerhalb der Wettkämpfe von der FIS unter Verschluss genommen werden. Ein ähnliches System hatte der norwegische Skisprungkommentator Petter Tenstad bereits 2024 vorgeschlagen, nachdem Sarah Hendrickson den Anzug von Silje Opseth kritisiert hatte. Selina Freitag verwies auf die finanziellen Auswirkungen dieser Regelung, da neue Anzüge nicht genutzt werden könnten.
Zum Auftakt der Raw Air wurde das norwegische Frauenteam infolge der Vorfälle von Sicherheitsleuten begleitet.
Die Zuschauerzahlen während der Raw Air waren infolge der Vorkommnisse äußert gering. Für das Holmenkollspringen in Oslo wurde mit ca. 1.000 Personen der niedrigste Wert in der Geschichte der Veranstaltung festgestellt und auch die Veranstalter in Vikersund sprachen von einem großen finanziellen Verlust.
Aufgrund der Kontroversen erklärte Benjamin Østvold während der Raw Air, die Saison vorzeitig zu beenden. Außerdem brachte  Anna Odine Strøm den Vorschlag ein, die norwegischen Frauen sollten nicht mehr formell mit den Männern in einem Team springen. Für die Weltcupwochenenden in Lahti und Planica erwog der Norwegische Skiverband aufgrund der Ereignisse, keine männlichen Teilnehmer zu entsenden. Dies wurde durch Intervention der startberechtigten Athleten abgewendet. Nach der Disqualifikation von Isak Andreas Langmo in Planica wurde eine ähnliche Entscheidung in Betracht gezogen, aber ebenfalls nicht umgesetzt.
Jens Weißflog, Mika Kojonkoski und Adam Małysz forderten Änderungen im Regelwerk, letzterer warf außerdem Sandro Pertile und Christian Kathol Untätigkeit vor. Auch Sepp Gratzer kritisierte Kathol, der Anfang Mai 2025 schließlich von seinem Posten zurücktrat. In diesem Zusammenhang verteidigte sich Kathol gegen die Vorwürfe und warf Gratzer wiederum vor, ein „intransparentes System“ betrieben zu haben.
Petter Tenstad wies vor dem Hintergrund der Ereignisse anhand von Aufnahmen, die Maciej Kot zeigen, darauf hin, wie durch Straffen des Anzugs ein Bestehen der Materialkontrolle erreicht werden soll. In diesem Zusammenhang forderte Tenstad ebenfalls ein übersichtlicheres Reglement.
Kurz vor dem Weltcup-Wochenende in Lahti deutete Sportfunktionär Michel Vion an, dass auch bei Sundal, Johansson und Pedersen die Schritte am Anzug nicht regelkonform waren. Sandro Pertile äußerte sich mit Verweis auf die laufenden unabhängigen Untersuchungen nicht dazu. Sowohl der Norwegische Skiverband selbst als auch die suspendierten Springer nahmen aufgrund der Maßnahmen der FIS Rechtsbeistand in Anspruch.
Der NRK veröffentlichte im März 2025 eine Statistik zu den Disqualifikationen ab der Saison 2020/21, laut der die Springerinnen und Springer aus Norwegen die höchste Anzahl aufweisen.
Ende März kündigte Sandro Pertile an, dass das Ergebnis der Untersuchungskommission vermutlich im Sommer vorliegen wird.
Nach dem Ende der Saison 2024/25 hob die FIS die Sperren gegen die betroffenen Springern vorläufig auf. Die Strafmaßnahmen gegen Brevig, Livelten und Lobben blieben hingegen bestehen. Johanssons Anwalt hatte bereits am 21. März erfolglos die Aufhebung der Suspendierung beantragt.
Am 9. April fand in Zürich eine erneute Begutachtung der Anzüge statt, bei der neben Anwälten des Norwegischen Skiverbandes und der Athleten auch Vertreter der FIS sowie Tom Hilde als Mitglied des FIS-Ausrüstungskomitees und Mitarbeiter des Norwegischen Skiverbandes anwesend waren. Robert Johansson beschuldigte zeitgleich die FIS, die Suspendierung ungerechtfertigt ausgesprochen und ihm dadurch finanziell geschadet zu haben. Im Zusammenhang mit seiner Rücktrittserklärung im Mai 2025 wiederholte er den Vorwurf der ungerechtfertigten Bestrafung. Auch Robin Pedersen kritisierte das Vorgehen der FIS und sprach von Gerüchten, dass die Suspendierung norwegischer Athleten kurz vor der Raw Air auf Druck deutscher Medien geschehen sei.
Im Mai 2025 erklärte der norwegischen Verband, dass die Arbeitsverhältnisse von Brevig, Livelten und Lobben beendet worden sein.

### Skilanglauf
Im Skilanglauf gab es auch mehrere kleine Kontroversen, die vor allem mit der Präparierung der Strecken in Verbindung standen. So schickte der Veranstalter vor dem Prolog im Teamsprint der Frauen nur wenige Läufer des Spurkommandos auf die Strecke, wodurch die erste Starterin Kerttu Niskanen quasi als Schneepflug fungierte. So schaffte Finnland es nur knapp, sich für das Finale zu qualifizieren. Bei den Männern hingegen, bei denen der Norweger Erik Valnes zuerst startete, schickten die Organisatoren ein deutlich größeres Spurkommando.
Außerdem wurde die Beschaffenheit der Strecke des 50-km-Massenstarts der Frauen massiv kritisiert, da der Schnee an manchen Stellen so tief war, dass Skating-Schritte nicht möglich waren und die Frauen stattdessen in der klassischen Technik schoben. So sagte zum Beispiel der DSV-Nationaltrainer Peter Schlickenrieder, dass die Durchführung des Wettbewerbs auf so einer Strecke an Körperverletzung grenzen würde. Auch der deutsche Skilangläufer Janosch Brugger, der bei diesem Rennen als Co-Kommentator in der ARD fungierte, kritisierte die Beschaffenheit der Strecke scharf.

### Finanzierung
In Norwegen geriet die WM nachträglich in die Kritik, da die finanziellen Ziele weit verfehlt wurden. Statt des bis kurz vor der Veranstaltung anvisierten Gewinns von 20 Millionen NOK sei ein „beträchtlicher Verlust“ eingefahren worden. Aufgrund der unübersichtlichen Buchführung lag auch Wochen nach dem Ende der WM kein Überblick vor, weshalb im Mai 2025 ein Zahlungsstopp eingeführt wurde. Die Händler, die bei der WM Waren verkauften und die Bezahllösung der Veranstalter nutzten, wurden deshalb teilweise nicht ausbezahlt. Die norwegische Finanzaufsichtsbehörde (Finanstilsynet) leitete zudem Untersuchungen ein, ob der Veranstalter für den Betrieb der Bezahlterminals eine Lizenz als Finanzdienstleister benötigt hätte. Die Zeitungen Verdens Gang und Adressa veröffentlichten Anfang Juni 2025 eine Schätzung, dass der Verlust zwischen 30 und 40 Millionen NOK betrage. Des Weiteren kam es zwischen dem Veranstalter und der Kommune Trondheim zu Unstimmigkeiten bezüglich der Finanzierung.